# Список Героев Советского Союза (Ростовская область)

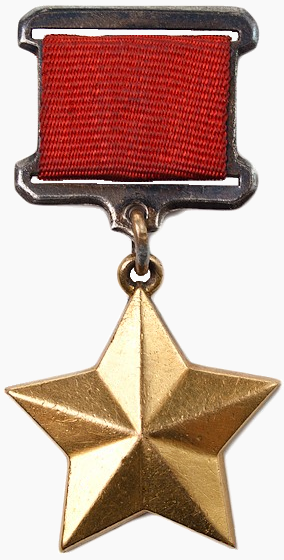
Медаль «Золотая Звезда»

Список граждан СССР, удостоенных звания Герой Советского Союза — живших в Ростове-на-Дону и Ростовской области, а также получивших это звание в годы войны на её территории.
- Представлены все лица, в том числе удостоенные звания несколько раз.
- Серым цветом выделены дважды и трижды Герои.
- Дни рождения указаны по новому стилю.

## Уроженцы Дона
| №   | Фамилия, Имя Отчество                             | Годы жизни               | Должность, звание | Дата указа                         |
| --- | ------------------------------------------------- | ------------------------ | --- | ---------------------------------- |
| 1   | Ажогин, Василий Терентьевич                       | 02.08.1924 — 16.04.1971  | командир пулемётного расчёта 1120-го стрелкового полка 333-й стрелковой дивизии 6-й армии 3-го Украинского фронта, сержант | 22.02.1944                         |
|     | Аксёнов, Константин Филиппович                    | 18.08.1918 — 07.11.1966  | заместитель командира эскадрильи 82-го гвардейского бомбардировочного авиационного полка 1-й гвардейской бомбардировочной авиационной дивизии 6-го гвардейского бомбардировочного авиационного корпуса 2-й воздушной армии 1-го Украинского фронта, гвардии старший лейтенант                                             | 27.06.1945                         |
| 2   | Алексеев, Анатолий Иванович                       | 29.11.1909 — 27.12.1997  | заместитель командира 50-го гвардейского стрелкового полка (15-я гвардейская стрелковая дивизия, 37-я армия, 3-й Украинский фронт), гвардии капитан | 13.09.1944                         |
| 3   | Алексеев, Максим Николаевич                       | 05.06.1911 — 25.10.1986  | штурман 19-го гвардейского авиационного полка 8-й гвардейской авиационной дивизии 2-го гвардейского авиационного корпуса авиации дальнего действия, гвардии подполковник | 27.07.1943                         |
| 4   | Андреенко, Евгений Георгиевич                     | 02.09.1917 — 14.09.1982  | лётчик 20-го гвардейского бомбардировочного авиационного полка (13-я гвардейская бомбардировочная авиационная дивизия, 3-й гвардейский бомбардировочный авиационный корпус, 18-я воздушная армия), гвардии старший лейтенант                                                                                              | 15.05.1946                         |
| 5   | Анисимов, Василий Кондратьевич                    | 1912 — 10.04.1976        | механик-водитель танка 50-й гвардейской танковой бригады 9-го гвардейского танкового корпуса 2-й гвардейской танковой армии 1-го Белорусского фронта, гвардии старшина | 27.02.1945                         |
| 6   | Аскалепов, Василий Семёнович                      | 1900 — 24.04.1948        | командир 77-й гвардейской стрелковой дивизии (61-я армия, Центральный фронт), гвардии генерал-майор | 15.01.1944                         |
| 7   | Бажора, Фёдор Максимович                          | 15.02.1911 — 04.07.1966  | парторг 2-го батальона 376-го стрелкового полка 220-й стрелковой дивизии, младший лейтенант | 23.03.1945                         |
| 8   | Бакулин, Иван Иванович                            | 29.07.1900 — 24.09.1942  | один из организаторов подпольной борьбы на Украине, секретарь Харьковского подпольного обкома КП(б)У | 08.05.1965, посмертно              |
| 9   | Банов, Иван Николаевич                            | 29.08.1916 — 25.02.1982  | генерал-майор, командир партизанского соединения | 04.02.1944                         |
| 10  | Белявский, Семён Логвинович                       | 03.02.1913 — 1983        | командир взвода 100-го гвардейского стрелкового полка 35-й гвардейской стрелковой дивизии 8-й гвардейской армии 1-го Белорусского фронта, гвардии лейтенант | 24.03.1945                         |
| 11  | Блинов, Никита Павлович                           | 03.04.1914 — 02.04.1942  | командир роты 6-й гвардейской танковой бригады, гвардии старший лейтенант | 05.11.1942                         |
| 12  | Богданенко, Виктор Александрович                  | 04.01.1925 — 09.05.2002  | наводчик орудия 530-го истребительно-противотанкового артиллерийского полка (28-я армия, 1-й Украинский фронт), сержант | 28.06.1945                         |
| 13  | Бойко, Дмитрий Дмитриевич                         | 25.10.1918 — 24.06.1981  | командир 759-го стрелкового полка 163-й дивизии, майор | 13.09.1944                         |
| 14  | Бондаренко, Владимир Павлович                     | 1924 — 20.12.1943        | комсорг батальона 694-го стрелкового полка 383-й стрелковой дивизии Отдельной Приморской армии, лейтенант | 16.05.1944                         |
| 15  | Бондаренко, Яков Александрович                    | 1905 — 16.11.1941        | стрелок 4-й роты 2-го батальона 1075-го стрелкового полка 316-й стрелковой дивизии 16-й армии Западного фронта, красноармеец | 21.07.1942                         |
| 16  | Брилёв, Тимофей Ефимович                          | 10.06.1906 — 25 .12.1966 | командир орудия 276-го гвардейского лёгкого артиллерийского полка 23-й гвардейской лёгкой артиллерийской бригады 5-й артиллерийской дивизии 4-го артиллерийского корпуса прорыва 65-й армии Центрального фронта, гвардии старшина                                                                                         | 16.11.1943                         |
| 17  | Будённый, Семён Михайлович                        | 25.04.1883 — 26.10.1973  | командующий Первой конной армией РККА в годы Гражданской войны, один из первых Маршалов Советского Союза | 01.02.1958, 24.04.1963, 22.02.1968 |
| 18  | Буренко, Василий Иванович                         | 30.01.1922 — 31.05.1997  | командир взвода управления 128-го гвардейского артиллерийского полка 57-й гвардейской стрелковой дивизии 8-й гвардейской армии 1-го Белорусского фронта, гвардии младший лейтенант | 26.10.1944                         |
| 19  | Бурлуцкий, Павел Иванович                         | 14.02.1910 — 13.09.1944  | лётчик-бомбардировщик, командир 26-го гвардейского авиаполка дальнего действия, гвардии подполковник | 19.08.1944                         |
| 20  | Бурназян, Сергей Авдеевич                         | 28.05.1918 — 15.04.1943  | командир эскадрильи 866-го истребительного авиационного полка (288-я истребительная авиационная дивизия, 17-я Воздушная армия, Юго-Западный фронт), старший лейтенант | 02.08.1944                         |
| 21  | Быков, Борис Иванович                             | 25.02.1925 — 01.02.2008  | командир отделения первой миномётной роты 1-го батальона 1176-го стрелкового полка 350-й Краснознамённой ордена Богдана Хмельницкого Сандомирской дивизии 13-й армии 1-го Украинского фронта, сержант | 23.09.1944                         |
| 22  | Быковский, Михаил Иванович                        | 19.04.1919 — 27.01.1944  | командир стрелкового батальона 467-го стрелкового полка 81-й стрелковой дивизии 61-й армии Центрального фронта, капитан | 15.01.1944                         |
| 23  | Вартанян, Геворк Андреевич                        | 17.02.1924 — 10.01.2012  | разведчик службы внешней разведки Комитета государственной безопасности СССР, полковник | 05.11.1944                         |
| 24  | Василевский, Владимир Гаврилович                  | 12.08.1913 — 01.04.2000  | войсковой авиационный разведчик, штурман эскадрильи 30-го разведывательного авиационного полка ВВС Черноморского флота, полковник | 05.11.1944                         |
| 25  | Васильев, Феофан Ильич                            | 22.03.1917 — 14.02.2000  | командир отделения 91-го отдельного инженерного батальона 47-й армии Воронежского фронта, старший сержант | 03.06.1944                         |
| 26  | Васильченко, Алексей Андреевич                    | 06.04.1913 — 13.05.1942  | заместитель командира эскадрильи 316-го разведывательного авиационного полка Юго-Западного фронта, лейтенант | 27.03.1942                         |
| 27  | Вдовенко, Иван Тимофеевич                         | 10.05.1920 — 28.08.1941  | младший лётчик 81-го бомбардировочного авиационного полка 50-й бомбардировочной авиационной дивизии ДБА, младший лейтенант | 20.06.1942                         |
| 28  | Веретенников, Пётр Митрофанович                   | 01.03.1919 — 13.11.1943  | командир 1-го стрелкового батальона 933-го стрелкового полка 254-й стрелковой дивизии 73-го стрелкового корпуса 52-й армии Степного фронта, старший лейтенант | 22.02.1944                         |
| 29  | Верхошанский, Геннадий Дмитриевич                 | 24.05.1924 — 05.06.1961  | войсковой разведчик, командир разведвзвода 79-й гвардейской отдельной разведроты 1135-го полка 81-й гвардейской стрелковой дивизии 7-й гвардейской армии Степного фронта, гвардии младший лейтенант | 26.10.1943                         |
| 30  | Водолазкин, Николай Степанович                    | 25.07.1921 — 07.01.1981  | механик-водитель танка 22-го гвардейского отдельного танкового полка 51-й армии 4-го Украинского фронта, гвардии старший сержант, | 24.03.1945                         |
| 31  | Воликов, Семён Антонович                          | 02.11.1923 — 1983        | разведчик 203-го гвардейского гаубичного артиллерийского полка 2-й гвардейской гаубичной артиллерийской бригады 1-й гвардейской артиллерийской Глуховской Краснознамённой дивизии Резерва Главного Командования 65-й армии Центрального фронта, гвардии красноармеец                                                      | 24.12.1943                         |
| 32  | Воробьев, Николай Тимофеевич                      | 1924 — 14.02.1945        | командир отделения связи 492-го отдельного батальона связи (37-й стрелковый корпус, 46-я армия, 2-й Украинский фронт), младший сержант | 24.03.1945                         |
| 33  | Воронин, Иван Николаевич                          | 25.05.1924 — 02.12.1943  | командир пулеметного расчёта 1118-го стрелкового полка (333-я стрелковая дивизия, 6-я армия, 3-й Украинский фронт), сержант | 22.02.1944                         |
| 34  | Воронов, Алексей Григорьевич                      | 30.03.1909 — 12.11.1965  | начальник политотдела 73-й гвардейской стрелковой дивизии (57-я армия, 3-й Украинский фронт), гвардии подполковник | 28.04.1945                         |
| 35  | Гаккель, Михаил Адельбертович                     | 1918 — 22.07.1944        | командир отделения разведки 81-го гаубичного артиллерийского полка (отдельная Приморская армия), старший сержант | 24.03.1945                         |
| 36  | Галатов, Александр Миронович                      | 10.09.1923 — 06.1944     | наводчик противотанкового ружья 957-го стрелкового полка (309-я стрелковая дивизия, 40-я армия, Воронежский фронт), красноармеец | 23.10.1943                         |
| 37  | Галицкий, Кузьма Никитович                        | 24.10.1897 — 14.03.1973  | советский военачальник, генерал армии | 19.04.1945                         |
| 38  | Галушкин, Борис Лаврентьевич                      | 29.06.1919 — 14.06.1944  | командир специального отряда Народного Комиссариата Внутренних Дел СССР «Помощь» партизанской группы «Артур», лейтенант | 05.11.1944                         |
| 39  | Ганжела, Иван Васильевич                          | 15.10.1924 — 22.09.1968  | наводчик противотанкового ружья 7-го гвардейского истребительного противотанкового дивизиона 7-го гвардейского кавалерийского корпуса 61-й армии Центрального фронта, гвардии рядовой | 15.01.1944                         |
| 40  | Гапонов, Ефим Васильевич                          | 15.11.1912 — 24.10.1943  | командир орудия 92-го истребительного противотанкового артиллерийского полка (6-я истребительно-противотанковая артиллерийская бригада, 44-я армия, 4-й Украинский фронт), старший сержант | 01.11.1943                         |
| 41  | Гладков, Василий Фёдорович                        | 10.04.1898 — 18.08.1981  | командир 318-й горнострелковой дивизии 18-й армии Северо-Кавказского фронта, полковник | 17.11.1943                         |
| 42  | Гладков, Стефан Яковлевич                         | 20.09.1907 — 12.11.1975  | командир отделения противотанковых ружей 7-го гвардейского кавалерийского корпуса 61-й армии Центрального фронта, гвардии сержант | 15.01.1944                         |
| 43  | Голубец, Иван Карпович                            | 08.05.1916 — 25.03.1942  | рулевой сторожевого катера, старший матрос-пограничник | 14.06.1942                         |
| 44  | Городовиков, Басан Бадьминович                    | 15.11.1910 — 17.08.1983  | командир 184-й стрелковой дивизии 5-й армии 3-го Белорусского фронта, генерал-лейтенант | 19.04.1945                         |
| 45  | Городовиков, Ока Иванович                         | 01.10.1879 — 26.11.1960  | советский кавалерист Первой конной армией РККА в годы Гражданской войны, командующий армией в Великую Отечественную войну, генерал-полковник | 10.03.1958                         |
| 46  | Гулаев, Николай Дмитриевич                        | 26.02.1918 — 27.09.1985  | заместитель командира эскадрильи 27-го истребительного авиационного полка (205-я истребительная авиационная дивизия 5-й истребительный авиационный корпус, 2-я воздушная армия, Воронежский фронт), генерал-полковник авиации                                                                                             | 28.09.1943, 01.07.1944             |
| 47  | Гурвич, Семён Исаакович                           | 03.07.1923 — 20.10.2004  | заместитель командира эскадрильи 431-го штурмового авиационного полка (299-я штурмовая авиационная дивизия, 16-я воздушная армия, 1-й Белорусский фронт), лейтенант | 26.10.1944                         |
| 48  | Гутман, Анатолий Григорьевич                      | 21.06.1922 — 18.06.1972  | командир взвода 529-го полка 163-й стрелковой дивизии (38-я армия, Воронежский фронт), старший лейтенант | 10.01.1944                         |
| 49  | Данилов, Василий Александрович                    | 04.09.1924 — 01.06.2015  | комсорг батальона 1118-го стрелкового полка 333-й стрелковой дивизии 6-й армии 3-го Украинского фронта, сержант | 22.02.1944                         |
| 50  | Дернов, Пётр Сергеевич                            | 22.10.1925 — 24.01.1945  | автоматчик 24-го гвардейского артиллерийского полка (5-я гвардейская кавалерийская дивизия, 3-й гвардейский кавалерийский корпус, 2-й Белорусский фронт), гвардии рядовой | 24.03.1945                         |
| 51  | Дранищев, Евгений Петрович                        | 20.12.1918 — 20.08.1943  | заместитель командира эскадрильи 9-го Гвардейского истребительного авиационного полка (6-я Гвардейская истребительная авиационная дивизия, 8-я воздушная армия, Южный фронт), гвардии старший лейтенант | 24.08.1943                         |
| 52  | Дубиков, Андрей Елиферович                        | 27.10.1898 — 03.07.1963  | командир противотанкового орудия 73-го гвардейского отдельного истребительного противотанкового дивизиона, 67-й гвардейской стрелковой дивизии, 6-й армии, 1-го Прибалтийского фронта, младший сержант | 22.07.1944                         |
| 53  | Дубинец, Андрей Петрович                          | 23.11.1911 — 23.11.1942  | командир мотоциклетной роты (1-я мотострелковая дивизия, 20-я армия, Западный фронт), лейтенант | 15.08.1941                         |
| 54  | Дудыкин, Евгений Петрович                         | 25.12.1924 — 30.10.1943  | сапер саперного взвода 592-го саперного полка (203-я стрелковая дивизия, 12-я армия, Юго-Западный фронт), рядовой | 19.03.1944                         |
| 55  | Егоров, Александр Петрович                        | 16.05.1910 — 21.12.1943  | командир истребительно-противотанковой артиллерийской батареи 20-й мотострелковой бригады 25-го танкового корпуса (60-я армия, 1-й Украинский фронт), старший лейтенант | 25.08.1944                         |
| 56  | Елизаров, Алексей Андреевич                       | 30.03.1922 — 04.07.1950  | старшина второй статьи десантного мотобота (дивизион десантных мотоботов, Новороссийская ВМБ, Черноморский флот) | 22.01.1944                         |
| 57  | Ерохин, Михаил Григорьевич                        | 12.12.1923 — 10.11.1943  | разведчик взвода пешей разведки 955-го стрелкового полка 309-й Пирятинской стрелковой дивизии 40-й армии Воронежского фронта, рядовой | 23.10.1943                         |
| 58  | Жуков, Владимир Александрович                     | 01.08.1922 — 19.04.1945  | командир танкового батальона 1-й гвардейской танковой бригады 8-го гвардейского механизированного корпуса 1-й гвардейской танковой армии 1-го Белорусского фронта, гвардии майор | 27.02.1945                         |
| 59  | Забегайло, Иван Игнатьевич                        | 13.05.1917 — 23.12.1958  | командир эскадрильи 1-го гвардейского ордена Ленина Краснознамённого истребительного авиационного полка 209-й истребительной авиационной дивизии 2-го истребительного авиационного корпуса 3-й воздушной армии Калининского фронта, гвардии старший лейтенант                                                             | 24.05.1943                         |
| 60  | Забронский, Анатолий Арсентьевич                  | 27.05.1921 — 04.10.1944  | командир 3-й батареи 997-го зенитно-артиллерийского полка (12-я зенитно-артиллерийская дивизия, 65-я армия, 1-й Белорусский фронт), капитан | 21.02.1945                         |
| 61  | Завгородний, Григорий Демидович                   | 09.11.1914 — 12.12.1955  | командир батареи 154-го гвардейского артиллерийского полка 76-й Черниговской гвардейской стрелковой дивизии 61-й армии Центрального фронта, гвардии капитан | 15.01.1944                         |
| 62  | Зарубин, Иван Петрович                            | 14.01.1908 — 09.02.1982  | заместитель командира 22-й гвардейской мотострелковой бригады 6-го гвардейского танкового корпуса 3-й гвардейской танковой армии 1-го Украинского фронта, гвардии майор | 27.06.1945                         |
| 63  | Захаров, Василий Яковлевич                        | 15.09.1916 — 26.09.1996  | командир взвода 40-го отдельного моторизованного понтонно-мостового батальона (7-я гвардейская армия, Степной фронт), лейтенант | 20.12.1943                         |
| 64  | Здоровцев, Степан Иванович                        | 24.12.1916 — 09.07.1941  | командир звена 158-го истребительного авиационного полка (39-я истребительная авиационная дивизия, Северный фронт), младший лейтенант | 08.07.1941                         |
| 65  | Иванников, Афанасий Иванович                      | 24.01.1915 — 29.03.1996  | командир тральщика «Т-115» (6-й дивизион тральщиков, бригада траления охраны водного района Печенгской военно-морской базы, Северный флот), капитан-лейтенант | 20.04.1945                         |
| 66  | Иноземцев, Георгий Александрович                  | 30.04.1902 — 16.02.1957  | командир 201-го гвардейского стрелкового ордена Кутузова полка 67-й гвардейской стрелковой Краснознамённой дивизии 6-й гвардейской армии 1-го Прибалтийского фронта, гвардии подполковник | 22.07.1944                         |
| 67  | Иринин, Александр Иванович                        | 02.02.1925 — 06.05.1944  | наводчик станкового пулемёта 47-го гвардейского кавалерийского полка 12-й гвардейской кавалерийской дивизии 5-го гвардейского кавалерийского корпуса 2-го Украинского фронта, гвардии сержант | 13.09.1944                         |
| 68  | Истомин, Ефим Абрамович                           | 13.09.1924 — 21.03.1944  | командир взвода 187-го гвардейского стрелкового полка 61-й гвардейской стрелковой дивизии, гвардии младший лейтенант | 19.03.1944                         |
| 69  | Калинин, Фёдор Алексеевич                         | 06.03.1914 — 18.05.1986  | комсорг 386-го отдельного батальона морской пехоты (Новороссийская военно-морская база, Черноморский флот), лейтенант | 17.11.1943                         |
| 70  | Каратаев, Афанасий Тимофеевич                     | 1924 — 16.01.1945        | помощник командира взвода 180-го гвардейского стрелкового полка (60-я гвардейская стрелковая дивизия, 5-я ударная армия, 1-й Белорусский фронт), гвардии старший сержант | 24.03.1945                         |
| 71  | Карпенко, Василий Григорьевич                     | 01.01.1910 — 27.06.1944  | заместитель командира стрелкового батальона по политической части 843-го стрелкового полка 238-й стрелковой дивизии 50-й армии 2-го Белорусского фронта, гвардии капитан | 24.03.1945                         |
| 72  | Кириченко, Александр Поликарпович                 | 1892 — 09.11.1942        | политрук, заместитель командира роты по политической части 168-го стрелкового полка (30-я Иркутская стрелковая дивизия, 56-я армия, Закавказский фронт) | 17.04.1943                         |
| 73  | Клименко, Николай Сергеевич                       | 17.12.1914 — 20.05.2004  | командир танкового батальона 51-й гвардейской танковой бригады (3-я гвардейская танковая армия, 1-й Украинский фронт), гвардии майор | 27.06.1945                         |
| 74  | Клята, Платон Федосеевич                          | 18.04.1914 — 30.04.2009  | командир эскадрильи 6-го гвардейского авиационного полка (6-я гвардейская авиационная дивизия, 1-й гвардейский авиационный корпус, АДД), гвардии майор | 19.08.1944                         |
| 75  | Ковалёв, Михаил Васильевич                        | 1910 — 24.09.1944        | заместитель командира по строевой части 183-й танковой бригады (48-й танковый корпус, 40-я армия, Воронежский фронт), майор | 10.01.1944                         |
| 76  | Ковзан, Борис Иванович                            | 07.04.1922 — 31.08.1985  | лётчик 744-го истребительного авиационного полка 240-й истребительной авиационной дивизии 6-й воздушной армии Северо-Западного фронта, капитан | 24.08.1943                         |
| 77  | Кожемякин, Михаил Степанович                      | 24.01.1913 — 01.08.1995  | штурман 38-го бомбардировочного авиационного полка (219-я бомбардировочная авиационная дивизия, 2-я воздушная армия, 1-й Украинский фронт), майор | 27.06.1945                         |
| 78  | Колесников, Александр Никифорович                 | 16.08.1917 — 25.02.2001  | командир эскадрильи 232-го штурмового авиаполка (239-я штурмовая авиадивизия, 7-й штурмовой корпус 8-я воздушная армия, 4-й Украинский фронт), капитан | 02.08.1944                         |
| 79  | Колесников, Владимир Михайлович                   | 15.07.1914 — 16.04.1945  | командир пулеметной роты 229-го гвардейского стрелкового полка (72-я гвардейская стрелковая дивизия, 7-я гвардейская армия, Степной фронт), гвардии лейтенант | 01.11.1943                         |
| 80  | Колесников, Сидор Иванович                        | 10.05.1900 — 26.09.1968  | стрелок 88-го гвардейского стрелкового полка (33-я гвардейская стрелковая дивизия, 39-я армия, 3-й Белорусский фронт), гвардии рядовой | 19.04.1945                         |
| 81  | Кононенко, Василий Иванович                       | 09.04.1921 — 01.06.1997  | штурман звена 10-го отдельного разведывательного авиационного полка (1-я воздушная армия, Западный фронт), капитан | 04.02.1944                         |
| 82  | Коржушко, Владимир Викторович                     | 16.08.1921 — 2005        | помощник командира взвода 1140-го стрелкового полка 38-й армии, старший сержант | 10.01.1944                         |
| 83  | Корниенко, Иван Михеевич                          | 21.12.1917 — 17.03.1948  | командир эскадрильи 270-го истребительского авиационного полка (203-я истребительская авиационная дивизия, 5-я воздушная армия, Степной фронт), капитан | 02.09.1943                         |
| 84  | Корниенко, Николай Ильич (Герой Советского Союза) | 03.05.1924 — 27.02.2011  | командир отделения 619-го стрелкового полка 203-й Запорожской стрелковой дивизии, 53-й армии, 2-го Украинского фронта, младший сержант | 24.03.1945                         |
| 85  | Коробкин, Василий Ильич                           | 12.04.1917 — 21.03.1995  | заместитель командира эскадрильи 215-го штурмового авиационного полка 47-й смешанной авиационной дивизии (Западный фронт), младший лейтенант | 12.04.1942                         |
| 86  | Кортунов, Алексей Кириллович                      | 28.03.1907 — 18.11.1973  | начальник инженерной службы 134-й стрелковой дивизии, затем — командир 629-го стрелкового полка (134-я стрелковая дивизия, 41-я армия, Калининский фронт, позже — 69-я армия, 1-й Белорусский фронт), полковник | 24.03.1945                         |
| 87  | Косоногов, Лев Васильевич                         | 19.06.1904 — 17.11.1943  | командир 117-й гвардейской стрелковой дивизии (18 армия, Северо-Кавказский фронт), гвардии генерал-майор | 16.05.1944                         |
| 88  | Кострюков, Николай Григорьевич                    | 03.05.1924 — 19.10.1984  | командир отделения 212-го гвардейского стрелкового полка (75-я гвардейская стрелковая дивизия, 60-я армия, Центральный фронт), гвардии сержант | 17.10.1943                         |
| 89  | Котельников, Михаил Фёдорович                     | 1923 — 06.10.1943        | командир взвода 529-го стрелкового полка 163-й стрелковой дивизии 38-й армии Воронежского фронта, младший лейтенант | 29.10.1943                         |
| 90  | Котов, Владимир Васильевич                        | 1924 — 15.10.1944        | комсорг 1-го стрелкового батальона 722-го стрелкового полка 206-й стрелковой дивизии 47-й армии Воронежского фронта, младший лейтенант | 27.09.1943                         |
| 91  | Кравцов, Алексей Савельевич                       | 17.03.1918 — 22.10.2006  | генерал-лейтенант авиации, командир эскадрильи 947-го штурмового авиационного полка (289-я шад, 3-я воздушная армия, 1-й Прибалтийский фронт) | 23.02.1945                         |
| 92  | Кретов, Николай Фёдорович                         | 28.08.1909 — 07.09.1942  | командир танковой роты 23-й танковой бригады 16-й армии Западного фронта, лейтенант | 12.04.1942                         |
| 93  | Кривонос, Алексей Леонтьевич                      | 27.03.1922 — 08.09.1955  | заместитель командира эскадрильи 95-го гвардейского штурмового авиационного полка 5-й гвардейской штурмовой авиационной дивизии 2-го гвардейского штурмового авиационного корпуса 2-й воздушной армии 1-го Украинского фронта, гвардии старший лейтенант                                                                  | 27.06.1945                         |
| 94  | Кручинин, Владимир Фёдорович                      | 1912 — 20.02.1938        | механик-водитель танка Т-26 1-го отдельного интернационального танкового полка войск республиканской Испании, младший командир | 14.03.1938                         |
| 95  | Кузнецов, Георгий Андреевич                       | 03.07.1923 — 08.01.2008  | заместитель командира эскадрильи 8-го гвардейского штурмового авиационного полка 11-й штурмовой авиационной дивизии военно-воздушных сил Краснознамённого Балтийского флота, гвардии старший лейтенант | 06.03.1945                         |
| 96  | Куников, Цезарь Львович                           | 23.06.1909 — 14.02.1943  | командир отряда водных заграждений Азовской военной флотилии, позже — командир отдельного батальона морской пехоты, затем — командир отряда специального назначения Новороссийской военно-морской базы Черноморского флота                                                                                                | 17.04.1943                         |
| 97  | Кутахов, Павел Степанович                         | 16.08.1914 — 03.12.1984  | главный маршал авиации, командир эскадрильи 19-го гвардейского истребительного авиационного полка (258-я истребительная авиационная дивизия, 7-я воздушная армия, Карельский фронт) | 01.05.1943, 15.08.1984             |
| 98  | Куценко, Иван Иванович                            | 1913 — 28.03.1945        | заместитель командира 342-го стрелкового полка (136-я стрелковая дивизия, 70-я армия, 2-й Белорусский фронт), капитан | 29.06.1945                         |
| 99  | Лазарев, Георгий Меркурьевич                      | 20.04.1925 — 30.10.1944  | командир взвода 308-го гвардейского стрелкового полка 108-й гвардейской Николаевской Краснознаменной ордена Суворова дивизии, гвардии лейтенант | 24.03.1945                         |
| 100 | Левченко, Иван Алексеевич                         | 15.10.1921 — 20.03.1943  | командир минометного взвода 249-го кавалерийского полка (7-я кавалерийская дивизия, 2-й гвардейский кавалерийский корпус, Центральный фронт), лейтенант | 18.05.1943                         |
| 101 | Леденёв, Пётр Петрович                            | 05.12.1916 — 24.09.1986  | командир батареи 911-го артиллерийского полка (340-я Сумско-Киевская Краснознаменная стрелковая дивизия, 38-я армия, Воронежский фронт), старший лейтенант | 10.01.1944                         |
| 102 | Лелюшенко, Дмитрий Данилович                      | 02.11.1901 — 20.07.1987  | генерал армии, командир 39-й отдельной танковой бригады | 07.04.1940, 06.04.1945             |
| 103 | Лиховидов, Семён Фёдорович                        | 18.02.1918 — 18.04.2005  | командир понтонной роты 21-го отдельного моторизованного понтонно-мостового батальона 60-й армии Центрального фронта, старший лейтенант | 17.10.1943                         |
| 104 | Ломакин, Анатолий Георгиевич                      | 09.04.1921 — 25.01.1944  | заместитель командира эскадрильи 21-го истребительного авиационного полка (8-я минно-торпедная авиационная дивизия, ВВС Краснознамённого Балтийского флота), старший лейтенант | 22.01.1944                         |
| 105 | Луценко, Пётр Степанович                          | 12.07.1896 — 28.03.1966  | командир 184-го гвардейского стрелкового полка (62-я гвардейская стрелковая дивизия, 37-я армия, Степной фронт), гвардии подполковник | 20.12.1943                         |
| 106 | Лысенко, Иван Иванович                            | 1921 — 30.05.1952        | командир отделения 40-го отделения моторизованного понтонно-мостового батальона (7-я гвардейская армия, Степной фронт), ефрейтор | 20.12.1943                         |
| 107 | Любимов, Алексей Ильич                            | 20.05.1902 — 05.04.1986  | командир 671-го артиллерийского полка 213-й стрелковой дивизии 7-й гвардейской армии Степного фронта, подполковник | 26.10.1943                         |
| 108 | Малинка, Константин Арсентьевич                   | 08.08.1922 — 07.04.1980  | механик-водитель танка 108-й танковой бригады 9-го танкового корпуса 1-го Белорусского фронта, старшина | 24.03.1945                         |
| 109 | Малый, Сергей Дмитриевич                          | 29.06.1923 — 1993        | командир роты 185-го гвардейского стрелкового полка (60-я гвардейская стрелковая дивизия, 6-я армия, 3-й Украинский фронт), гвардии старший лейтенант | 22.02.1944                         |
| 110 | Мандрыкин, Ефим Иванович                          | 15.01.1915 — 11.02.1998  | командир 613-го стрелкового полка 91-й стрелковой дивизии 51-й армии 4-го Украинского фронта, подполковник | 01.11.1943                         |
| 111 | Маркуца, Павел Андреевич                          | 08.06.1907 — 22.11.1941  | командир звена 44-го скоростного бомбардировочного авиационного полка Северного фронта, старший лейтенант | 22.07.1941                         |
| 112 | Махринов, Григорий Фёдорович                      | 15.02.1921 — 18.01.1992  | командир звена 72-го отдельного разведывательного авиационного полка 16-й воздушной армии 1-го Белорусского фронта, капитан | 15.05.1946                         |
| 113 | Мельников, Сергей Фролович                        | 05.07.1911 — 03.09.1944  | заместитель командира по политической части 155-го гвардейского штурмового Киевского Краснознамённого авиационного полка 9-й гвардейской штурмовой авиационной Красноградской Краснознамённой дивизии 1-го гвардейского штурмового авиационного корпуса 2-й воздушной армии 1-го Украинского фронта, гвардии подполковник | 05.05.1990, посмертно              |
| 114 | Мерчанский, Василий Петрович                      | 09.05.1924 — 06.06.1996  | командир орудия 134-го артиллерийского полка (172-я стрелковая дивизия, 13-я армия, 1-й Украинский фронт), старший сержант | 10.04.1945                         |
| 115 | Метяшкин, Аким Гаврилович                         | 24.06.1897 — 05.04.1944  | стрелок-автоматчик 1-го стрелкового батальона 1281-го полка 60-й Севской стрелковой дивизии 5-й ударной армии, рядовой | 30.10.1943                         |
| 116 | Мещеряков, Михаил Михайлович                      | 08.11.1896 — 13.05.1970  | командир 136-й стрелковой дивизии 3-й гвардейской армии 1-го Украинского фронта, генерал-майор | 23.09.1944                         |
| 117 | Мирошников, Иван Константинович                   | 17.07.1912 — 20.11.1986  | заряжающий орудия 161-го гвардейского отдельного пушечного артиллерийского полка 7-й гвардейской армии Степного фронта, гвардии ефрейтор | 26.10.1943                         |
| 118 | Мирошниченко, Иван Иванович                       | 23.03.1916 — 09.06.1963  | автоматчик 3-й гвардейской отдельной мотострелковой бригады (3-я гвардейская армия, 4-й Украинский фронт), гвардии рядовой | 19.03.1944                         |
| 119 | Михайличенко, Михаил Петрович                     | 03.10.1899 — 03.04.1984  | командир артиллерией 26-го гвардейского стрелкового корпуса (5-я ударная армия, 1-й Белорусский фронт), гвардии полковник | 31.05.1945                         |
| 120 | Мордвянников, Михаил Степанович                   | 25.11.1925 — 23.03.1977  | командир отделения 175-го отдельного саперного батальона (126-я стрелковая дивизия, 43-я армия, 3-й Белорусский фронт), старший сержант | 19.04.1945                         |
| 121 | Морозов, Семён Григорьевич                        | 25.09.1914 — 23.02.1943  | комиссар Таганрогского подполья | 08.05.1965                         |
| 122 | Московенко, Василий Иванович                      | 08.08.1915 — 01.08.2001  | командир звена 1-го гвардейского истребительного авиационного полка 7-й гвардейской истребительной авиационной дивизии 2-го истребительного авиационного корпуса 2-й воздушной армии 1-го Украинского фронта, гвардии старший лейтенант                                                                                   | 27.06.1945                         |
| 123 | Мысин, Александр Павлович                         | 20.06.1920 — 25.08.1989  | командир роты 241-го гвардейского стрелкового полка (75-я гвардейская стрелковая дивизия, 60-я армия, Центральный фронт), гвардии старший лейтенант | 17.10.1943                         |
| 124 | Наборский, Иван Савельевич                        | 01.01.1914 — 22.02.1972  | командир роты 93-й отдельной Житомирской Краснознаменной ордена Богдана Хмельницкого танковой бригады 4-й танковой армии 1-го Украинского фронта, старший лейтенант | 10.04.1945                         |
| 125 | Нечепуренко, Иван Иванович                        | 25.05.1918 — 1990        | командир звена 173-го гвардейского штурмового авиационного полка (11-я гвардейская штурмовая авиационная дивизия, 16-я воздушная армия, 1-й Белорусский фронт), гвардии лейтенант | 15.05.1946                         |
| 126 | Нихаев, Ефим Максимович                           | 25.12.1913 — 09.06.1979  | командир роты 167-го гвардейского стрелкового полка (1-я гвардейская стрелковая дивизия, 11-я гвардейская армия, 3-й Белорусский фронт), гвардии старший лейтенант | 24.03.1945                         |
| 127 | Новиков, Спиридон Данилович                       | 12.01.1910 — 02.05.1980  | командир отделения 350-го инженерного батальона (6-я армия, Юго-Западный фронт), сержант | 12.03.1944                         |
| 128 | Омельченко, Иван Алексеевич                       | 01.09.1925 — 09.11.1982  | телефонист 329-й отдельной роты связи 203-й Запорожской стрелковой дивизии 12-й армии 3-го Украинского фронта, красноармеец | 19.03.1944                         |
| 129 | Орехов, Сергей Яковлевич                          | 14.04.1921 — 1995        | командир огневого взвода 1187-го истребительного противотанкового артиллерийского полка (25-я отдельная истребительно-противотанковая артиллерийская бригада, 2-я Гвардейская армия, 1-й Прибалтийский фронт), старший лейтенант                                                                                          | 24.03.1945                         |
| 130 | Орлов, Михаил Яковлевич                           | 21.05.1916 — 15.05.1968  | штурман самолёта «Ли-2» эскадрильи 336-го полка 53-й авиадивизии дальней бомбардировочной авиации, капитан | 15.05.1946                         |
| 131 | Ороховатский, Ефим Савельевич                     | 15.02.1903 — 25.06.1977  | командир 26-го гвардейского воздушно-десантного полка 9-й гвардейской стрелковой дивизии, гвардии подполковник | 27.06.1945                         |
| 132 | Панфилов, Никандр Максимович                      | 24.09.1916 — 1991        | командир роты автоматчиков 51-й танковой бригады (3-й танковый корпус, 2-я танковая армия, 2-й Украинский фронт), лейтенант | 13.09.1944                         |
| 133 | Парамонов, Павел Денисович                        | 25.10.1925 — 13.08.1970  | разведчик-наблюдатель 473-го артиллерийского полка 99-й стрелковой дивизии, 46-й армии, 2-го Украинского фронта, рядовой | 24.03.1945                         |
| 134 | Пахомов, Пётр Михайлович                          | 20.03.1921 — 17.03.1993  | помощник командира взвода 20-й отдельной разведывательной роты 69-й стрелковой дивизии (65-я армия, Центральный фронт), младший сержант | 30.10.1943                         |
| 135 | Пеньков, Михаил Иванович                          | 25.07.1923 — 05.10.1944  | командир звена 431-го штурмового авиационного полка (299-я штурмовая авиационная дивизия, 16-я воздушная армия, 1-й Белорусский фронт), лейтенант | 26.10.1944                         |
| 136 | Першиков, Фёдор Фёдорович                         | 1909 — 30.01.1958        | командир орудия 32-го полка (31-я стрелковая дивизия, 52-я армия, 2-й Украинский фронт), старший сержант | 13.09.1944                         |
| 137 | Петров, Роман Ильич                               | 01.08.1919 — 14.06.1944  | командир танка 46-го гвардейского отдельного танкового полка, гвардии младший лейтенант | 24.03.1945                         |
| 138 | Петровский, Георгий Семёнович                     | 01.02.1924 — 03.1989     | комсорг танкового батальона 44-й гвардейской танковой бригады (11-й гвардейский танковый корпус, 1-я танковая армия, 1-й Украинский фронт), гвардии лейтенант | 10.01.1944                         |
| 139 | Пивоваров, Михаил Евдокимович                     | 22.01.1919 — 15.05.1949  | командир авиаэскадрильи 402-го истребительного авиационного полка (265-я истребительная авиационная дивизия, 16-я воздушная армия, 1-й Белорусский фронт), старший лейтенант | 15.05.1946                         |
| 140 | Погорелов, Василий Порфирьевич                    | 18.08.1919 — 10.03.1943  | военный воздушный разведчик штаба Северо-Западного фронта, лётчик самолёта Пе-2 бомбардировочного полка, старший лейтенант | 21.07.1942                         |
| 141 | Половинко, Поликарп Александрович                 | 21.02.1915 — 28.01.1945  | командир батареи САУ-85 1819-го Краснознаменного ордена Богдана Хмельницкого артполка резерва Главного командования, старший лейтенант | 26.06.1945                         |
| 142 | Полюсук, Натан Михайлович                         | 09.04.1922 — 18.04.1945  | заместитель командира батальона по политической части 1054-го стрелкового полка 301-й стрелковой дивизии 5-й ударной армии 1-го Белорусского фронта, капитан | 15.05.1946                         |
| 143 | Поляничкин, Иван Иванович                         | 27.01.1925 — 23.08.1944  | командир отделения противотанковых ружей 988-го стрелкового полка (230-я стрелковая дивизия, 57-я армия, 3-й Украинский фронт), сержант | 24.03.1945                         |
| 144 | Попов, Георгий Васильевич                         | 14.04.1912 — 11.03.1970  | командир миномётной роты 1337-го стрелкового полка (318-я стрелковая дивизия, 18-я армия, Северо-Кавказский фронт), капитан | 17.11.1943                         |
| 145 | Попов, Иван Анисимович                            | 12.09.1912 — 25.08.2001  | командир батареи 147-го гвардейского артиллерийско-минометного полка (15-я гвардейская кавалерийская дивизия, 7-й гвардейский кавалерийский корпус, 1-й Белорусский фронт), гвардии капитан | 27.02.1945                         |
| 146 | Потапов, Михаил Феофанович                        | 23.01.1921 — 08.07.1943  | командир батареи 1188-го истребительно-противотанкового артиллерийского полка (13-я истребительно-противотанковая артбригада, 2-я танковая армия, Центральный фронт), капитан | 07.08.1943                         |
| 147 | Потёмкин, Алексей Николаевич                      | 26.03.1921 — 25.08.2003  | генерал-лейтенант, командир отделения стрелкового взвода, затем — командир взвода подрывников, потом — начальник штаба 73-го, позже — 78-го гвардейских стрелковых полков, участник Парада Победы | 19.03.1944                         |
| 148 | Примаков, Павел Петрович                          | 10.10.1915 — 24.03.1998  | войсковой разведчик, командир взвода пешей разведки 325-го стрелкового полка (14-я стрелковая дивизия, 14-я армия, Карельский фронт), лейтенант | 24.03.1945                         |
| 149 | Просандеев, Иван Климентьевич                     | 06.05.1915 — 25.06.1997  | командир эскадрильи 91-го гвардейского штурмового авиаполка (4-я гвардейская штурмовая авиационная дивизия, 5-й штурмовой авиационный корпус, 5-я воздушная армия, 2-й Украинский фронт), гвардии капитан | 15.05.1946                         |
| 150 | Прутко, Григорий Иванович                         | 14.02.1924 — 06.06.1994  | командир миномётного взвода 9-й гвардейской механизированной бригады (3-й гвардейский механизированный корпус, 47-я армия, Воронежский фронт), гвардии младший лейтенант | 03.06.1944                         |
| 151 | Пугачёв, Виктор Георгиевич                        | род. 08.08.1948          | лётчик-испытатель ОКБ имени П. О. Сухого, полковник | 31.10.1988                         |
| 152 | Резанов, Виктор Дмитриевич                        | 24.11.1922 — 11.07.1982  | командир отделения 201-го гвардейского стрелкового полка (67-я гвардейская стрелковая дивизия, 6-я гвардейская армия, 1-й Прибалтийский фронт), гвардии старший сержант | 22.07.1944                         |
| 153 | Резенков, Кирилл Филиппович                       | 18.10.1896 — 22.11.1969  | стрелок 722-го стрелкового полка (206-я стрелковая дивизия, 47-я армия, Воронежский фронт), рядовой | 03.06.1944                         |
| 154 | Репченко, Михаил Васильевич                       | 01.05.1924 — 27.08.1981  | сапёр 329-го армейского инженерного батальона (7-я гвардейская армия, Степной фронт), рядовой | 26.10.1943                         |
| 155 | Романенко, Александр Сергеевич                    | 04.09.1912 — 06.11.1943  | штурман 91-го истребительного авиационного полка (256-я истребительная авиационная дивизия, 5-й истребительный авиационный корпус, 2-я воздушная армия, Воронежский фронт), майор | 28.09.1943                         |
| 156 | Романов, Яков Александрович                       | 23.10.1925 — 09.05.1944  | стрелок 70-го гвардейского стрелкового полка 24-й гвардейской стрелковой дивизии 2-й гвардейской армии 4-го Украинского фронта, гвардии красноармеец | 24.03.1945                         |
| 157 | Рубахо, Филипп Яковлевич                          | 13.01.1923 — 14.09.1943  | снайпер 393-го отдельного батальона морской пехоты Новороссийской военно-морской базы Черноморского флота, старшина первой статьи | 22.01.1944                         |
| 158 | Рыбалка, Алексей Васильевич                       | 30.03.1921 — 13.10.1943  | командир батальона 1033-го стрелкового полка 280-й стрелковой дивизии 60-й армии Центрального фронта, капитан | 17.10.1943                         |
| 159 | Рыбальченко, Семён Васильевич                     | 01.02.1908 — 07.04.1944  | парторг роты 248-го стрелкового полка (31-я стрелковая дивизия, 52-я армия, 2-й Украинский фронт), ефрейтор | 13.09.1944                         |
| 160 | Савченко, Павел Павлович                          | 15.02.1911 — 16.10.1943  | командир эскадрильи 110-го авиационного полка дальнего действия, майор | 13.03.1944                         |
| 161 | Садовников, Николай Фёдорович                     | 25.10.1946 — 22.07.1994  | лётчик-испытатель ОКБ имени П. О. Сухого, майор | 31.10.1988                         |
| 162 | Самохин, Павел Александрович                      | 24.12.1911 — 15.12.1971  | командир роты 50-го гвардейского стрелкового полка (15-я гвардейская стрелковая дивизия, 37-я армия, 3-й Украинский фронт), гвардии лейтенант | 13.09.1944                         |
| 163 | Самохин, Пётр Филатович                           | 22.12.1911 — 29.07.1943  | заместитель командира мотострелкового батальона 106-й танковой бригады (12-й танковый корпус, 3-я гвардейская танковая армия, Центральный фронт), капитан | 15.01.1944                         |
| 164 | Сарана, Иван Петрович                             | 06.1912 — 28.04.1944     | командир взвода 56-го отдельного танкового полка (6-й гвардейский механизированный корпус, 4-я танковая армия, 1-й Украинский фронт), гвардии младший лейтенант | 02.08.1944                         |
| 165 | Свиридов, Александр Андреевич                     | 21.02.1912 — 1982        | командир 293-го гвардейского стрелкового Краснознамённого полка 96-й гвардейской стрелковой Иловайской Краснознамённой дивизии 3-го гвардейского стрелкового корпуса 28-й армии 1-го Украинского фронта, гвардии полковник                                                                                                | 27.06.1945                         |
| 166 | Семёнов, Андрей Данилович                         | 1909 — 09.10.1943        | командир роты 104-го гвардии стрелкового полка (36-я гвардейская стрелковая дивизия, 57-я армия, Степной фронт), гвардии капитан | 20.12.1943                         |
| 167 | Семенченко, Василий Алексеевич                    | 12.03.1912 — 1988        | командир огневого взвода 111-го стрелкового полка (55-я стрелковая дивизия, 61-я армия, Центральный фронт), младший лейтенант | 05.01.1944                         |
| 168 | Семерников, Андрей Михайлович                     | 10.07.1905 — 04.01.1995  | командир орудия 70-й механизированной бригады (9-й механизированный корпус, 3-я гвардейская танковая армия, 1-й Украинский фронт), старший сержант | 09.02.1944                         |
| 169 | Семиглазов, Фёдор Нестерович                      | 12.03.1918 — 24.12.1984  | командир орудия 6-го артиллерийского полка 74-й стрелковой дивизии 13-й армии Центрального фронта, старший сержант | 16.10.1943                         |
| 170 | Серёжников, Александр Иванович                    | 15.08.1915 — 02.10.1943  | командир 292-го Волжского стрелкового полка 181-й стрелковой дивизии 13-й армии Центрального фронта, майор | 16.10.1943                         |
| 171 | Скляров, Анатолий Андреевич                       | 23.07.1915 — 19.08.1980  | командир дивизиона 492-го минометного полка (38-я армия, Воронежский фронт), капитан | 10.01.1944                         |
| 172 | Скляров, Максим Гаврилович                        | 21.01.1914 — 23.11.1958  | командир 59-го гвардейского штурмового авиационного полка (2-я гвардейская штурмовая авиационная дивизия, 16-я воздушная армия, 1-й Белорусский фронт), гвардии подполковник | 01.07.1944                         |
| 173 | Скрылёв, Виктор Васильевич                        | 17.08.1922 — 09.04.1979  | командир огневого взвода 540-го легкого артполка (16-я лёгкая артбригада, 4-й арткорпус, 13-я армия, Центральный фронт), младший лейтенант | 07.08.1943                         |
| 174 | Славгородский, Георгий Васильевич                 | 10.08.1914 — 26.01.1945  | командир батальона 34-го гвардейского стрелкового полка (13-я гвардейская стрелковая дивизия, 5-я гвардейская армия, 1-й Украинский фронт), гвардии майор | 27.06.1945                         |
| 175 | Слюнкин, Виталий Семёнович                        | 28.12.1910 — 1998        | командир 189-го гвардейского штурмового авиационного полка (196-я штурмовая авиационная дивизия, 4-й штурмовой авиационный корпус, 4-я воздушная армия, 2-й Белорусский фронт), гвардии подполковник | 18.08.1945                         |
| 176 | Смоляных, Василий Иванович                        | 25.10.1923 — 01.01.1953  | командир роты 133-го гвардейского стрелкового полка (44-я гвардейская стрелковая дивизия, 65-я армия, 1-й Белорусский фронт), гвардии старший лейтенант | 24.03.1945                         |
| 177 | Соляник, Владимир Фёдорович                       | 13.06.1915 — 28.10.1993  | заместитель командира 20-го гвардейского бомбардировочного авиационного полка (13-я гвардейская бомбардировочная авиационная дивизия, 2-й гвардейский авиационный корпус, 18-я воздушная армия), гвардии майор | 15.05.1946                         |
| 178 | Спиваков, Александр Григорьевич                   | 25.03.1916 — 08.10.1943  | начальник штаба 1844-го истребительно-противотанкового полка (30-я отдельная истребительно-противотанковая артиллерийская бригада, 7-я гвардейская армия, Степной фронт), капитан | 26.10.1943                         |
| 179 | Станчев, Степан Савельевич                        | 12.03.1919 — 2006        | командир роты 49-го отдельного понтонно-мостового батальона (20-я моторизированная инженерная бригада, 4-я танковая армия, 1-й Украинский фронт), старший лейтенант | 10.04.1945                         |
| 180 | Стаценко, Василий Ефимович                        | 08.08.1922 — 12.05.1967  | разведчик 446-го стрелкового полка 397-й стрелковой дивизии, 61-й армии, 1-го Белорусского фронта, старшина | 27.02.1945                         |
| 181 | Сторожаков, Алексей Николаевич                    | 12.02.1917 — 10.09.1941  | заместитель командира эскадрильи 154-го истребительного авиационного полка (39-я истребительная авиационная дивизия, Северный фронт), старший лейтенант | 16.01.1942                         |
| 182 | Стромкин, Леонид Леонидович                       | 15.09.1921 — 12.05.1982  | командир батальона 1285-го стрелкового полка (60-я стрелковая дивизия, 47-я армия, 1-й Белорусский фронт), майор | 27.02.1945                         |
| 183 | Сулев, Виктор Александрович                       | 03.03.1921 — 02.12.1999  | командир звена 13-го гвардейского бомбардировочного авиационного полка 321-й бомбардировочной авиационной дивизии 8-й воздушной армии 4-го Украинского фронта, гвардии старший лейтенант | 29.06.1945                         |
| 184 | Сухоруков, Андрей Гаврилович                      | 27.11.1918 — 05.08.1970  | командир роты 195-го отдельного саперного батальона 139-й стрелковой дивизии (50-я армия, 2-й Белорусский фронт), капитан | 24.03.1945                         |
| 185 | Таранцев, Пётр Тимофеевич                         | 23.06.1923 — 27.01.1987  | заместитель командира стрелкового батальона 895-го стрелкового полка 193-й стрелковой дивизии 65-й армии Центрального фронта, старший лейтенант | 30.10.1943                         |
| 186 | Татаркин, Пётр Евпсифович                         | 1912 — 31.07.1943        | командир артиллерийской батареи 434-го стрелкового полка 169-й стрелковой дивизии, 11-я гвардейская армия, Западный фронт, старший лейтенант | 04.06.1944                         |
| 187 | Тащиян, Сурен Амбарцумович                        | 22.03.1919 — 25.09.1943  | лётчик-истребитель 32-го авиаполка 62-й бригады ВВС Черноморского флота, гвардии лейтенант | 16.02.1995, посмертно              |
| 188 | Телеченко, Яков Платонович                        | 12.05.1913 — 27.04.1973  | командир танка 11-й гвардейской отдельной танковой бригады (2-я танковая армия, 2-й Украинский фронт), гвардии младший лейтенант | 13.09.1944                         |
| 189 | Терентьев, Борис Иванович                         | 08.05.1923 — 12.10.1981  | пулемётчик 619-го стрелкового полка (203-я стрелковая дивизия, 3-я гвардейская армия, Юго-Западный фронт), красноармеец | 14.02.1943                         |
| 190 | Удовиченко, Иван Максимович                       | 27.09.1922 — 24.03.1945  | заместитель командира эскадрильи 75-го гвардейского штурмового авиационного полка (1-я гвардейская штурмовая авиационная дивизия, 1-я воздушная армия, 3-й Белорусский фронт), гвардии старший лейтенант | 19.04.1945                         |
| 191 | Украдыженко, Иван Порфирьевич                     | 26.12.1914 — 09.07.2003  | командир гвардейского отдельного учебного батальона 67-й гвардейской Витебской стрелковой дивизии 6-й гвардейской армии 1-го Прибалтийского фронта, гвардии капитан | 22.07.1944                         |
| 192 | Улитин, Николай Григорьевич                       | 1923 — 02.01.1944        | командир роты 1147-го стрелкового полка (353-я стрелковая дивизия, 46-я армия, 3-й Украинский фронт), старший лейтенант | 19.03.1944                         |
| 193 | Фак, Фёдор Кузьмич                                | 13.09.1913 — 27.12.1974  | начальник связи эскадрильи 150-го бомбардировочного авиационного полка 46-й смешанной авиационной дивизии Калининского фронта, младший лейтенант | 05.05.1942                         |
| 194 | Фесин, Иван Иванович                              | 24.06.1904 — 24.12.1991  | генерал-майор, командир 13-й мотострелковой бригады (3-я танковая армия, Воронежский фронт) | 01.03.1943, 01.11.1943             |
| 195 | Филоненко, Николай Иванович                       | 05.08.1923 — 16.03.1999  | командир орудия 619-го артиллерийского полка (179-я стрелковая дивизия, 43-я армия, 1-й Прибалтийский фронт), сержант | 22.07.1944                         |
| 196 | Флоренко, Алексей Васильевич                      | 07.02.1922 — 25.07.1944  | командир взвода 280-го гвардейского истребительно-противотанкового артиллерийского полка 3-й гвардейской истребительно-противотанковой артиллерийской бригады 65-й армии 1-го Белорусского фронта, гвардии младший лейтенант                                                                                              | 25.09.1944                         |
| 197 | Хайло, Василий Александрович                      | 18.01.1924 — 17.01.1953  | наводчик орудия 321-го артиллерийского полка (91-я стрелковая дивизия, 51-я армия, Южный фронт), рядовой | 01.11.1943                         |
| 198 | Чапчахов, Лазарь Сергеевич                        | 06.03.1911 — 13.04.1942  | батальонный комиссар эскадрильи 38-го отдельного истребительного авиационного полка (Северо-Западный фронт), лейтенант | 21.07.1942                         |
| 199 | Череватенко, Алексей Тихонович                    | 31.03.1914 — 19.11.1994  | командир звена 69-го истребительного авиационного полка (Отдельная Приморская армия), старший лейтенант | 10.02.1942                         |
| 200 | Черненко, Василий Иванович                        | 01.01.1921 — ????        | командир звена 3-го гвардейского истребительного авиационного полка (1-я гвардейская истребительная авиационная дивизия, ВВС Балтийского флота), гвардии старший лейтенант | 19.08.1944                         |
| 201 | Чибисов, Никандр Евлампиевич                      | 05.11.1892 — 20.09.1959  | генерал-полковник, начальник Военной академии РККА им. М. В. Фрунзе, позже — помощник командующего войсками Белорусского военного округа | 29.10.1943                         |
| 202 | Чистов, Иван Акимович                             | 26.11.1910 — 16.05.1976  | командир пулемётного расчёта 383-го стрелкового полка (121-я стрелковая дивизия, 60-я армия, Центральный фронт), сержант | 17.10.1943                         |
| 203 | Чумаченко, Дмитрий Васильевич                     | 31.08.1909 — 09.08.1948  | заместитель командира 240-го гвардейского бомбардировочного авиационного полка (36-я бомбардировочная авиационная дивизия, 1-й гвардейский бомбардировочный авиационный корпус, 18-я воздушная армия), гвардии подполковник                                                                                               | 29.06.1945                         |
| 204 | Шаповалов, Евгений Петрович                       | 25.12.1904 — 08.11.1977  | генерал-майор, командир 23-й гвардейской мотострелковой бригады (7-й гвардейский танковый корпус, 3-я гвардейская танковая армия, 1-й Украинский фронт) | 31.05.1945                         |
| 205 | Шапочка, Иван Тимофеевич                          | 28.09.1909 — 22.06.1994  | помощник командира взвода противотанкового ружья 7-го гвардейского отдельного истребительного противотанкового дивизиона (7-й гвардейский кавалерийский корпус, 61-я армия, Центральный фронт), гвардии рядовой | 15.01.1944                         |
| 206 | Шинкаренко, Фёдор Иванович                        | 17.02.1913 — 23.04.1994  | командир эскадрильи 7-го истребительного авиационного полка (59-я истребительная авиационная бригада, 7-я армия, Северо-Западный фронт), старший лейтенант | 07.04.1940                         |
| 207 | Шкрылёв, Тимофей Калинович                        | 20.09.1904 — 18.11.1962  | командир 132-й стрелковой дивизии 60-й армии Центрального фронта, генерал-майор | 17.10.1943                         |
| 208 | Шопин, Борис Васильевич                           | 07.12.1923 — 30.05.1944  | командир отделения автоматчиков 1127-го стрелкового полка 337-й Лубненской стрелковой дивизии 27-й армии 2-го Украинского фронта, рядовой | 13.09.1944                         |
| 209 | Щепкин, Алексей Иванович                          | 20.07.1919 — 22.02.1940  | командир пулемётного расчёта 27-го стрелкового полка 7-й стрелковой дивизии 7-й армии 50-го стрелкового корпуса Северо-Западного фронта, отделённый командир | 21.03.1940                         |
| 210 | Щербаков, Виктор Иванович                         | 01.01.1922 — 21.05.1947  | командир звена 2-й авиационной эскадрильи 11-го гвардейского истребительного авиаполка ВВС Черноморского флота, гвардии старший лейтенант | 06.03.1945                         |
| 211 | Щербаков, Николай Митрофанович                    | 01.05.1921 — 1987        | матрос береговой обороны Потийской военно-морской базы Черноморского флота, затем — заместитель командира отделения 384-го отдельного батальона морской пехоты Одесской военно-морской базы Черноморского флота | 20.04.1945                         |
| 212 | Яковлев, Василий Нестерович                       | 30.12.1916 — 1997        | командир взвода артиллерийской батареи 959-го стрелкового полка 309-й стрелковой дивизии 40-й армии Воронежского фронта, старший сержант | 10.01.1944                         |

## Проживавшие на Дону довойны
| №  | Фамилия, Имя Отчество             | Годы жизни              | Должность, звание | Дата указа             |
| -- | --------------------------------- | ----------------------- | --- | ---------------------- |
| 1  | Алёшин, Семён Михеевич            | 22.01.1911 — 12.07.1942 | командир звена 44-го скоростного бомбардировочного авиационного полка Ленинградского фронта, капитан | 10.01.1943             |
| 2  | Ананьев, Мартын Алексеевич        | 27.04.1900 — 11.04.1982 | парторг роты 635-го стрелкового полка (143-я стрелковая дивизия, 60-я армия, Центральный фронт), старший сержант | 03.06.1944             |
| 3  | Бахтин, Семён Алексеевич          | 02.02.1920 — 17.07.1970 | командир роты 667-го стрелкового полка (218-я стрелковая дивизия, 47-я армия, Воронежский фронт), младший лейтенант | 03.06.1944             |
| 4  | Башкиров, Фёдор Андреевич         | 15.03.1911 — 17.02.1977 | командир эскадрильи 62-го штурмового авиационного полка 233-й штурмовой авиационной дивизии 1-й воздушной армии Западного фронта, капитан | 01.07.1944             |
| 5  | Бельгин, Андрей Антонович         | 18.08.1920 — 06.07.1943 | командир батальона 214-го гвардейского стрелкового полка (73-я гвардейская стрелковая дивизия, 7-я гвардейская армия, Воронежский фронт), гвардии капитан | 01.11.1943             |
| 6  | Боричевский, Артём Иванович       | 28.06.1891 — 02.11.1969 | заместитель командира батальона 190-го стрелкового полка 5-й стрелковой Орловской дивизии 3-й армии 2-го Белорусского фронта, капитан | 24.03.1945             |
| 7  | Ваганов, Александр Васильевич     | 08.12.1914 — 20.05.1975 | командир роты 68-го гвардейского танкового полка (20-я гвардейская механизированная бригада, 8-й гвардейский механизированный корпус, 1-я гвардейская танковая армия, 1-й Белорусский фронт), гвардии майор                                                    | 31.05.1945             |
| 8  | Васюта, Сергей Трофимович         | 13.08.1922 — 08.09.1943 | командир разведывательного танка отдельной разведывательной роты 9-й гвардейской механизированной бригады 3-го гвардейского механизированного корпуса 47-й армии Воронежского фронта, гвардии младший сержант                                                  | 03.06.1944             |
| 10 | Гастелло, Николай Францевич       | 06.05.1908 — 26.06.1941 | командир 2-й эскадрильи 207-го дальнебомбардировочного авиационного полка 42-й дальнебомбардировочной авиационной дивизии 3-го дальнебомбардировочного авиационного корпуса Дальнебомбардировочной авиации, капитан                                            | 26.07.1941             |
| 11 | Горбачёв, Дмитрий Филиппович      | 1919 — 22.09.1944       | командир роты 27-й гвардейской танковой бригады (27-я армия, 2-й Украинский фронт), гвардии капитан | 24.03.1945             |
| 12 | Говоров, Михаил Прокофьевич       | 08.11.1913 — 20.01.1967 | командир 533-го истребительного противотанкового артиллерийского полка 61-й армии 1-го Белорусского фронта, майор | 27.02.1945             |
| 13 | Голубов, Анатолий Емельянович     | 29.04.1908 — 29.01.1978 | заместитель командира 303-й истребительной авиационной дивизии 1-й воздушной армии 3-го Белорусского фронта, подполковник | 29.06.1945             |
| 14 | Горовец, Александр Константинович | 12.03.1915 — 06.07.1943 | заместитель командира 1-й эскадрильи 88-го гвардейского истребительного авиационного полка (8-я гвардейская истребительная авиационная дивизия, 5-й истребительный авиационный корпус, 2-я воздушная армия, Воронежский фронт), гвардии старший лейтенант      | 23.09.1943             |
| 15 | Гулимов, Николай Иванович         | 05.07.1924 — 04.12.1944 | начальник радиостанции роты связи 305-го гвардейского Нижнеднестровского полка 108-й гвардейской дивизии, старший сержант | 24.03.1945             |
| 16 | Дибров, Кирилл Селиверстович      | 15.07.1914 — 20.03.1980 | командир стрелкового взвода 393-го отдельного батальона морской пехоты (Черноморский флот) младший лейтенант | 31.05.1944             |
| 17 | Евдокимов, Виктор Васильевич      | 27.08.1911 — 20.09.1945 | командир эскадрильи 6-го гвардейского авиационного полка, гвардии майор | 19.08.1944             |
| 18 | Евсюков, Николай Павлович         | 1914 — 03.11.1944       | командир роты 6-й гвардейской механизированной бригады 2-го гвардейского механизированного корпуса 46-й армии 2-го Украинского фронта, гвардии старший лейтенант                                                                                               | 24.03.1945             |
| 19 | Ефимов, Александр Николаевич      | 06.02.1923 — 31.08.2012 | командир эскадрильи 198-го штурмового авиационного полка 233-й штурмовой авиационной дивизии 4-й воздушной армии 2-го Белорусского фронта, старший лейтенант                                                                                                   | 26.10.1944, 18.08.1945 |
| 20 | Калюжный, Николай Гаврилович      | 1913 — 13.11.1943       | командир роты 1318-го стрелкового полка 163-й Ромненско-Киевской стрелковой дивизии 38-й армии 1-го Украинского фронта, лейтенант | 03.06.1944             |
| 21 | Капустников, Николай Ильич        | 21.06.1922 — 02.04.1945 | командир эскадрильи 637-го Тернопольского ордена Богдана Хмельницкого штурмового авиационного полка (227-я Бердичевская Краснознамённая штурмовая авиационная дивизия, 8-й штурмовой авиационный корпус, 8-я воздушная армия, 4-й Украинский фронт), лейтенант | 29.06.1945             |
| 22 | Китаев, Николай Михайлович        | 22.05.1919 — 06.06.2006 | командир эскадрильи 3-го польского штурмового авиаполка 4-й польской смешанной авиационной дивизии 1-й армии Войска Польского 1-го Белорусского фронта, старший лейтенант                                                                                      | 15.05.1946             |
| 23 | Китченко, Павел Семёнович         | 17.08.1913 — 24.02.1973 | командир взвода 586-го танкового батальона (219-я танковая бригада, 1-й Красноградский механизированный корпус, 37-я армия, Степной фронт), лейтенант | 20.12.1943             |
| 24 | Клещев, Иван Иванович             | 26.01.1918 — 31.12.1942 | командир эскадрильи 521-го истребительного авиационного полка (Калининский фронт), майор | 05.05.1942             |
| 25 | Клименко, Иван Иванович           | 24.02.1914 — 23.11.1942 | командир танковой роты 152-го танкового батальона 69-й танковой бригады 4-го танкового корпуса 21-й армии Сталинградского фронта, лейтенант | 04.02.1943             |
| 26 | Кобзев, Степан Петрович           | 05.02.1915 — 29.01.1993 | командир эскадрильи 17-го гвардейского штурмового авиационного полка 261-й смешанной авиационной дивизии 7-й воздушной армии Карельского фронта, гвардии майор                                                                                                 | 02.11.1944             |
| 27 | Ковалёв, Константин Федотович     | 20.05.1913 — 16.02.1995 | заместитель командира эскадрильи 13-го истребительного авиационного полка (9-я штурмовая авиационная дивизия, ВВС Краснознамённого Балтийского флота), старший лейтенант                                                                                       | 22.01.1944             |
| 28 | Колесников, Николай Данилович     | 22.04.1921 — 03.03.1998 | командир авиационного звена 12-го гвардейского пикирующего бомбардировочного авиационного полка (8-я минно-торпедная авиационная дивизия, ВВС Краснознамённого Балтийского флота), гвардии старший лейтенант                                                   | 05.11.1944             |
| 29 | Кондратьев, Леонтий Васильевич    | 1892 — 04.1943          | помощник командира 2-го взвода 6-й стрелковой роты 723-го полка 395-й стрелковой дивизии (56-я армия, Закавказский фронт), старшина | 31.03.1943             |
| 30 | Копаев, Григорий Иванович         | 24.12.1916 — 15.08.1988 | штурман 59-го гвардейского штурмового авиационного полка (2-я гвардейская штурмовая авиационная дивизия, 16-я Воздушная армия, Центральный фронт), гвардии майор                                                                                               | 13.04.1944             |
| 31 | Косенко, Юрий Хрисанфович         | 1922 — 17.05.1944       | лётчик первой эскадрильи 73-го полка пикирующих бомбардировщиков (8-я минно-торпедная авиационная дивизия, ВВС Балтийского флота), лейтенант | 31.05.1944             |
| 32 | Котов, Александр Александрович    | 02.01.1916 — 1988       | командир батареи 661-го артиллерийского полка (206-я стрелковая дивизия, 47-я армия, Воронежский фронт), старший лейтенант | 03.06.1944             |
| 33 | Котов, Илья Спиридонович          | 01.01.1912 — 02.12.1961 | полярный лётчик, командир экипажа самолёта Главного северного морского пути | 06.12.1949             |
| 34 | Купин, Иван Владимирович          | 28.03.1914 — 16.09.1998 | командир 32-й истребительно-противотанковой артиллерийской бригады (40-я армия, 1-й Украинский фронт), генерал-майор артиллерии | 01.07.1944             |
| 35 | Литвинов, Павел Семёнович         | 15.10.1907 — 16.11.1943 | заместитель командира 225-го стрелкового полка по политчасти 23-й стрелковой дивизии 47-й армии Воронежского фронта, майор | 25.10.1943             |
| 36 | Лобов, Георгий Агеевич            | 23.04.1915 — 06.01.1994 | командир 64-го истребительного авиационного корпуса, генерал-майор авиации | 10.10.1951             |
| 37 | Лободин, Иван Иванович            | 24.03.1900 — 20.10.1941 | командир 179-го кавалерийского полка 66-й Армавирской кавалерийской дивизии, подполковник | 05.05.1942             |
| 38 | Ломакин, Василий Иванович         | 1920 — 18.04.1944       | пулемётчик 105-го гвардейского стрелкового полка 34-й гвардейской Енакиевской Краснознаменной стрелковой дивизии 46-й армии 3-го Украинского фронта, гвардии рядовой                                                                                           | 13.09.1944             |
| 39 | Лукин, Василий Петрович           | 12.02.1918 — 07.12.1985 | командир авиаэскадрильи 287-го истребительного авиационного полка (269-я истребительная авиационная дивизия, 14-я воздушная армия, 3-й Прибалтийский фронт), капитан                                                                                           | 26.10.1944             |
| 40 | Мазуренко, Алексей Ефимович       | 20.06.1917 — 11.03.2004 | с января 1943 — старший лётчик-инструктор штурмовой авиации на Северном и Черноморском флотах, с января 1944 — командир 7-го штурмового авиационного полка в составе ВВС Балтийского флота, генерал-майор авиации                                              | 23.10.1943, 05.11.1944 |
| 41 | Молочинский, Григорий Фёдорович   | 1910 — 06.04.1945       | парторг стрелковой роты 993-го стрелкового Тильзитского полка 263-й стрелковой Сивашской дивизии, 3-й Белорусский фронт, старший сержант | 10.04.1945             |
| 42 | Нестеренко, Григорий Карпович     | 27.11.1916 — 21.10.1943 | старший лётчик 291-го истребительного авиационного полка (265-я истребительная авиационная дивизия, 3-й истребительный авиационный корпус, 8-я воздушная армия, 4-й Украинский фронт), лейтенант                                                               | 01.11.1943             |
| 43 | Петрова, Галина Константиновна    | 06.09.1920 — 08.12.1943 | медицинская сестра 386-го отдельного батальона морской пехоты Новороссийской военно-морской базы Черноморского флота, главстаршина | 17.11.1943             |
| 44 | Плесинов, Василий Никитович       | 06.08.1923 — 13.12.1996 | помощник командира взвода 50-го гвардейского стрелкового полка (15-я гвардейская стрелковая дивизия, 5-я гвардейская армия, 1-й Украинский фронт), гвардии старший сержант                                                                                     | 27.06.1945             |
| 45 | Поветкин, Пётр Георгиевич         | 02.05.1906 — 05.08.1970 | командир 1-го гвардейского стрелкового полка 2-й гвардейской стрелковой дивизии 56-й армии Северо-Кавказского фронта, гвардии полковник | 17.11.1943             |
| 46 | Прокофьев, Фёдор Васильевич       | 25.05.1915 — 18.01.1994 | командир танка 28-го отдельного танкового полка 7-й армии Северо-Западного фронта | 21.03.1940             |
| 47 | Пульный, Василий Фёдорович        | 1922 — 26.12.1944       | командир роты автоматчиков 10-го стрелкового корпуса 51-й армии 4-го Украинского фронта (позже — 1-й Прибалтийский фронт), старший лейтенант | 24.03.1945             |
| 48 | Радиловский, Семён Ефимович       | 19.11.1922 — 05.01.1998 | командир 4-й батареи 206-го истребительно-противотанкового артиллерийского полка (20-я истребительно-противотанковая артиллерийская бригада, 2-я гвардейская танковая армия, 1-й Белорусский фронт), капитан                                                   | 31.05.1945             |
| 49 | Рашутин, Григорий Дмитриевич      | 14.11.1908 — 19.12.1994 | командир 667-го стрелкового полка (218-я стрелковая дивизия, 47-я армия, Воронежский фронт), майор | 25.10.1943             |
| 50 | Ровенский, Василий Григорьевич    | 25.12.1906 — 25.04.1995 | заместитель командира батальона по политической части 212-го стрелкового полка 49-й стрелковой дивизии 33-й армии 1-го Белорусского фронта, старший лейтенант                                                                                                  | 27.02.1945             |
| 51 | Романов, Иван Петрович            | 16.01.1923 — 05.03.1995 | командир отделения разведки 830-го стрелкового полка (238-я стрелковая дивизия, 50-я армия, 2-й Белорусский фронт), сержант | 24.03.1945             |
| 52 | Самохвалов, Фёдор Николаевич      | 21.04.1916 — 22.10.1941 | комиссар танковой роты 1-й танковой бригады (21-я армия, Юго-Западный фронт), заместитель политрука | 27.12.1941             |
| 53 | Силкин, Григорий Петрович         | 07.02.1920 — 09.10.1943 | командир взвода 794-го стрелкового полка (232-я стрелковая дивизия, 38-я армия, Воронежский фронт), лейтенант | 10.01.1944             |
| 54 | Синьков, Сергей Михайлович        | 22.09.1909 — 24.07.1984 | командир 45-миллиметрового противотанкового орудия 1118-го стрелкового полка, 333-й стрелковой дивизии 6-й армии 3-го Украинского фронта, старший сержант | 22.02.1944             |
| 55 | Слюсарев, Митрофан Григорьевич    | 22.08.1910 — 04.07.1942 | командир взвода 203-го танкового батальона (89-я танковая бригада, 1-й танковый корпус, Брянский фронт), лейтенант | 14.02.1943             |
| 56 | Сорокин, Георгий Александрович    | 20.10.1924 — 22.03.1945 | командир танка 51-й танковой бригады (3-й танковый корпус, 2-я танковая армия, 1-й Белорусский фронт), младший лейтенант | 24.02.1945             |
| 57 | Сухов, Константин Васильевич      | 31.05.1923 — 15.09.2003 | лётчик-истребитель 16-го гвардейского истребительного авиационного полка, гвардии старший лейтенант | 27.06.1945             |
| 58 | Татаренко, Дмитрий Митрофанович   | 23.05.1921 — 14.03.1995 | командир эскадрильи 3-го истребительного авиационного полка (61-я авиационная бригада, ВВС Краснознамённого Балтийского флота), капитан | 24.07.1943             |
| 59 | Темчук, Василий Иванович          | 1920 — 22.10.1943       | орудийный номер расчёта 981-го зенитно-артиллерийского полка (9-я зенитно-артиллерийская дивизия, 40-я армия, 1-й Украинский фронт), ефрейтор | 24.12.1943             |
| 60 | Тимощенко, Александр Григорьевич  | 03.07.1903 — 11.04.1974 | командующий артиллерией 28-го гвардейского стрелкового корпуса 8-й гвардейской армии 1-го Белорусского фронта, гвардии полковник | 31.05.1945             |
| 61 | Ткаченко, Григорий Трофимович     | 03.04.1916 — 1983       | командир пулеметного взвода 23-го гвардейского воздушно-десантного полка (9-я гвардейская воздушно-десантная дивизия, 5-я гвардейская армия, 1-й Украинский фронт), гвардии лейтенант                                                                          | 27.06.1945             |
| 62 | Федюнин, Александр Кузьмич        | 15.09.1911 — 04.11.1975 | командир стрелкового батальона 210-го гвардейского стрелкового полка 71-й гвардейской стрелковой дивизии, майор | 22.07.1944             |
| 63 | Шапкин, Николай Васильевич        | 10.03.1923 — 05.03.1945 | лётчик 43-й авиационной эскадрильи 15-го разведывательного Таллинского Краснознамённого ордена Ушакова авиационного полка (ВВС Краснознамённого Балтийского флота), лейтенант                                                                                  | 22.07.1944             |
| 64 | Шипулин, Андрей Андреевич         | 28.08.1920 — 07.03.2015 | начальник разведки дивизиона 16-й миномётной бригады 1-й гвардейской артиллерийской дивизии прорыва Резерва Главного Командования 13-й армии 1-го Украинского фронта, лейтенант                                                                                | 10.04.1945             |
| 65 | Шурпенко, Дмитрий Васильевич      | 11.02.1915 — 1943       | командир взвода 151-го стрелковогоолка (8-я стрелковая дивизия, 13-я армия, Центральный фронт), старшина | 16.10.1943             |
| 66 | Якимов, Павел Никитович           | 13.07.1910 — 05.03.1968 | штурман самолёта 1-й транспортной авиационной дивизии главного командования ВВС, капитан | 20.06.1944             |

## Проживавшие на Дону послевойны
| №  | Фамилия Наумов Александр Григорьевич, Имя Отчество | Годы жизни1904-1980     | Должность, летчик звание | Дата указа             |
| -- | -------------------------------------------------- | ----------------------- | --- | ---------------------- |
| 1  | Абрамов, Пётр Петрович                             | 26.12.1915 — 19.09.2007 | командир отряда 81-го гвардейского бомбардировочного авиационного полка 1-й гвардейской бомбардировочной авиационной дивизии 6-го гвардейского бомбардировочного авиационного корпуса 2-й воздушной армии 1-го Украинского фронта, гвардии капитан                                  | 23.02.1948             |
| 2  | Алексеев, Павел Фёдорович                          | 07.07.1912 — 28.04.1985 | командир эскадрильи 142-го гвардейского штурмового авиационного полка 8-й гвардейской штурмовой авиационной дивизии 1-го гвардейского штурмового авиационного корпуса 2-й воздушной армии 1-го Украинского фронта, гвардии капитан                                                  | 27.06.1945             |
| 3  | Артемьев, Фёдор Поликарпович                       | 02.01.1914 — 12.02.1991 | командир эскадрильи 24-го гвардейского авиационного полка (50-я авиационная дивизия, 6-й авиационный корпус, АДД), гвардии капитан | 13.03.1944             |
| 4  | Архипов, Николай Арсентьевич                       | 23.10.1918 — 31.07.2003 | командир эскадрильи 32-го истребительного авиационного полка 256-й авиационной дивизии 2-й воздушной армии Воронежского фронта, капитан | 28.09.1943             |
| 5  | Бадюк, Михаил Михайлович                           | 03.01.1920 — 25.03.1993 | старший воздушный стрелок-радиств составе 9-го гвардейского минно-торпедного авиаполка ВВС Северного Флота, гвардии старшина | 24.08.1944             |
| 6  | Баламуткин, Григорий Васильевич                    | 03.03.1918 — 10.04.1985 | заместитель командира эскадрильи 431-го Слуцкого Краснознамённого штурмового авиационного полка 299-й Нежинской Краснознамённой ордена Суворова штурмовой авиационной дивизии 16-й воздушной армии 1-го Белорусского фронта, старший лейтенант                                      | 26.10.1944             |
| 7  | Балюк, Иван Фёдорович                              | 30.04.1919 — 13.01.1993 | командир эскадрильи 54-го гвардейского истребительного авиационного полка 1-й гвардейской истребительной авиационной дивизии 16-й воздушной армии Центрального фронта, гвардии капитан                                                                                              | 24.08.1943             |
| 8  | Бедрышев, Михаил Александрович                     | 08.11.1919 — 06.03.1974 | стрелок 1140-го стрелкового полка (340-я стрелковая дивизия, 38-я армия, Воронежский фронт), рядовой | 10.01.1944             |
| 9  | Белый, Спиридон Ефимович                           | 09.12.1912 — 1994       | командир батареи 150-го гвардейского истребительно-противотанкового артиллерийского полка (5-й гвардейский Донской кавалерийский корпус, Южный фронт), гвардии лейтенант | 19.03.1944             |
| 10 | Бокий, Николай Андреевич                           | 22.11.1918 — 09.09.1995 | командир звена 2-го гвардейского истребительного авиационного полка 6-й истребительной авиационной бригады военно-воздушных сил Северного флота, гвардии младший лейтенант | 24.07.1943             |
| 11 | Брикель, Павел Порфирьевич                         | 18.11.1903 — 12.10.1983 | командир 6-й гвардейской кавалерийской дивизии 3-го гвардейского кавалерийского корпуса 2-го Белорусского фронта, гвардии генерал-майор | 29.05.1945             |
| 12 | Ванин, Фёдор Варламович                            | 25.09.1922 — 27.12.1996 | командир стрелкового батальона 836-го стрелкового полка 240-й стрелковой дивизии 38-й армии Воронежского фронта, капитан | 29.10.1943             |
| 13 | Вдовенко, Владимир Кириллович                      | 29.04.1924 — 28.02.1984 | заместитель командира расчёта 1248-го Армейского артиллерийского Запорожского истребительно-противотанкового полка 1-го Украинского фронта, сержант | 10.04.1945             |
| 14 | Величко, Геннадий Иосифович                        | 15.02.1922 — 21.10.1999 | снайпер 1008-го стрелкового полка 266-й стрелковой дивизии 3-й гвардейской армии Юго-Западного фронта, старший сержант | 26.10.1943             |
| 15 | Вернигоренко, Иван Григорьевич                     | 19.09.1918 — 26.01.1984 | командир отделения 78-го гвардейского стрелкового полка 25-й гвардейской стрелковой дивизии 6-й армии Юго-Западного фронта, гвардии старший сержант | 18.05.1943             |
| 16 | Габов, Николай Николаевич                          | 28.11.1919 — 15.03.1982 | разведчик штабной батареи 1-го гвардейского артиллерийского полка 4-й гвардейской воздушно-десантной дивизии 40-й армии 2-го Украинского фронта, гвардии рядовой | 13.09.1944             |
| 17 | Гаврилов, Виктор Савельевич                        | 28.09.1919 — 11.07.1980 | старший лётчик 173-го гвардейского Слуцкого Краснознамённого ордена Кутузова штурмового авиаполка 11-й гвардейской Нежинской Краснознамённой ордена Суворова штурмовой авиационной дивизии 16-й воздушной армии 1-го Белорусского фронта, гвардии лейтенант                         | 23.02.1945             |
| 18 | Гавриш, Иван Фомич                                 | 07.04.1920 — 30.10.1994 | командир звена 74-го гвардейского штурмового авиаполка (1-я гшад, 1-я воздушная армия, 3-й Белорусский фронт, гвардии старший лейтенант | 19.04.1945             |
| 19 | Голубничий, Иван Поликарпович                      | 09.03.1923 — 23.09.1987 | заместитель командира эскадрильи 47-го гвардейского отдельного авиационного разведывательного полка (4-я воздушная армия, 2-й Белорусский фронт), гвардии капитан | 15.05.1946             |
| 20 | Горшков, Иван Дмитриевич                           | 22.07.1914 — 1987       | стрелок 42-го стрелкового полка (180-я стрелковая дивизия, 38-я армия, Воронежский фронт), красноармеец | 29.10.1943             |
| 21 | Гриб, Михаил Иванович                              | 02.10.1919 — 11.07.2003 | командир звена 6-го гвардейского авиационного полка (62-я авиационная бригада ВВС Черноморского флота), гвардии старший лейтенант | 23.10.1943             |
| 22 | Губа, Василий Александрович                        | 16.08.1915 — 17.09.1990 | пулеметчик 871-го стрелкового полка (276-я стрелковая дивизия, 9-я армия, Северо-Кавказский фронт), рядовой | 16.05.1944             |
| 23 | Данюшин, Николай Алексеевич                        | 30.10.1919 — 10.09.1992 | стрелок-радист 4-го гвардейского ближнебомбардировочного авиационного полка (188-я бомбардировочная авиационная дивизия, 15-я воздушная армия, 2-й Прибалтийский фронт), гвардии старшина                                                                                           | 18.08.1945             |
| 24 | Дмитриев, Александр Павлович                       | 29.07.1910 — 04.05.1969 | заместитель командира по политической части 55-й гвардейской Васильковской Краснознаменной орденов Ленина, Суворова, Кутузова и Богдана Хмельницкого танковой бригады (7-й гвардейский танковый корпус, 3-я гвардейская танковая армия, 1-й Украинский фронт), гвардии подполковник | 27.06.1945             |
| 25 | Долгов, Иван Илларионович                          | 15.04.1920 — 08.11.1995 | старший лётчик 715-го штурмового авиационного полка (136-я штурмовая авиационная дивизия, 10-й штурмовой авиационный корпус, 17-я воздушная армия, 3-й Украинский фронт, лейтенант                                                                                                  | 29.06.1945             |
| 26 | Долинский, Сергей Андреевич                        | 20.10.1920 — 11.08.1993 | старший лётчик 569-го авиаполка 199-й дивизии (4-я воздушная армия, 2-й Белорусский фронт), лейтенант | 18.08.1945             |
| 27 | Дранко, Пётр Александрович                         | 09.09.1913 — 20.10.1993 | командир эскадрильи 89-го Гвардейского истребительного авиационного полка (7-я Гвардейская истребительная авиационная дивизия, 2-й истребительный авиационный корпус, 1-я Воздушная армия, Западный фронт, гвардии майор                                                            | 02.09.1943             |
| 28 | Дрыгин, Василий Михайлович                         | 08.03.1921 — 03.09.2009 | старший лётчик 298-го истребительного авиационного полка 229-й истребительной авиационной дивизии 4-й воздушной армии Северо-Кавказского фронта, капитан | 24.03.1943             |
| 29 | Евплов, Иван Гаврилович                            | 16.05.1920 — 19.05.2015 | командир батальона 988-го стрелкового полка (230-я стрелковая дивизия, 5-я ударная армия, 1-й Белорусский фронт), майор | 31.05.1945             |
| 30 | Занин, Иван Дмитриевич                             | 21.06.1914 — 25.05.1961 | командир эскадрильи 312-го штурмового авиационного полка (233-я штурмовая авиационная дивизия, 4-я воздушная армия, 2-й Белорусский фронт), капитан | 18.08.1945             |
| 31 | Заякин, Василий Васильевич                         | 15.03.1918 — 17.01.1995 | помощник командира взвода 1343-го стрелкового полка (399-я стрелковая дивизия, 48-я армия, 1-й Белорусский фронт), сержант | 24.03.1945             |
| 32 | Зверев, Валентин Павлович                          | 01.02.1924 — 19.09.1986 | командир взвода разведки 200-го гвардейского стрелкового полка 68-й гвардейской стрелковой дивизии, 40-й армии Воронежского фронта, лейтенант | 10.01.1944             |
| 33 | Зонов, Пантелей Петрович                           | 30.07.1913 — 15.01.1998 | заместитель командира стрелкового батальона по политчасти 221-го гвардейского стрелкового полка (77-я гвардейская стрелковая дивизия, 61-я армия, Центральный фронт), гвардии капитан                                                                                               | 15.01.1944             |
| 34 | Зуев, Кузьма Андреевич                             | 22.10.1914 — 15.01.1978 | командир орудия 1019-го стрелкового полка (307-я стрелковая дивизия, 13-я армия, Центральный фронт, ефрейтор | 07.08.1943             |
| 35 | Ивин, Тимофей Фёдорович                            | 23.02.1917 — 10.07.1964 | командир дивизиона 489-го минометного полка, 5-й ударной армии, 1-го Белорусского фронта, капитан | 24.03.1945             |
| 36 | Калинич, Николай Денисович                         | 25.08.1909 — 10.07.1996 | помощник командира взвода 60-го гвардейского кавалерийского полка (16-я гвардейская кавалерийская дивизия, 7-й гвардейский кавалерийский корпус, 61-я армия, Центральный фронт), гвардии старший сержант                                                                            | 15.01.1944             |
| 37 | Каулько, Иван Демидович                            | 24.10.1912 — 19.05.1976 | начальник артиллерии 198-го гвардейского стрелкового полка (68-я гвардейская стрелковая дивизия, 40-я армия, Воронежский фронт), гвардии капитан | 24.12.1943             |
| 38 | Ковалёв, Андрей Матвеевич                          | 29.12.1916 — 12.07.2002 | командир танкового батальона 55-й гвардейской танковой бригады (7-й гвардейский танковый корпус, 3-я гвардейская танковая армия, 1-й Украинский фронт), гвардии капитан | 10.01.1944             |
| 39 | Козлов, Иван Семёнович                             | 02.11.1902 — 02.08.1982 | командир 1040-го стрелкового полка 295-й стрелковой дивизии 5-й ударной армии 1-го Белорусского фронта, подполковник | 31.05.1945             |
| 40 | Коршунов, Константин Ионович                       | 17.10.1920 — 08.03.2005 | командир эскадрильи 29-го гвардейского истребительного авиационного полка 275-й гвардейской истребительной авиационной дивизии 13-й воздушной армии Ленинградского фронта, гвардии старший лейтенант                                                                                | 04.02.1944             |
| 41 | Котов, Яков Михайлович                             | 23.03.1921 — 10.12.1990 | механик-водитель 20-й гвардейской танковой бригады (11-й гвардейский танковый корпус, 1-я гвардейская танковая армия, 1-й Белорусский фронт), гвардии старший сержант | 06.04.1945             |
| 42 | Кравцов, Ольгерд Тихонович                         | 06.07.1912 — 12.12.1993 | командир 15-го отдельного моторизованного понтонно-мостового батальона (6-я понтонно-мостовая бригада, 3-я гвардейская, танковая армия, 1-й Украинский фронт), майор | 10.04.1945             |
| 43 | Кузнецов, Алексей Иванович                         | 15.09.1919 — 09.06.1985 | помощник командира взвода управления батареи 507-го истребительно-противотанкового артиллерийского полка (5-я ударная армия, 1-й Белорусский фронт), старшина | 24.03.1945             |
| 44 | Кузнецов, Николай Александрович                    | 10.10.1918 — 24.10.1982 | помощник по воздушно-стрелковой службе командира 760-го истребительного авиационного полка 324-й истребительной авиационной дивизии 7-й воздушной армии Карельского фронта, майор                                                                                                   | 26.10.1944             |
| 45 | Кузьминых, Иван Ильич                              | 14.03.1919 — 03.03.1986 | командир 98-го отдельного истребительного батальона противотанковых ружей 60-й армии Центрального фронта, капитан | 17.10.1943             |
| 46 | Кулижский, Пётр Иванович                           | 15.09.1899 — 27.04.1959 | командир 152-й стрелковой дивизии (46-я армия, 3-й Украинский фронт), полковник | 01.11.1943             |
| 47 | Кульнев, Андрей Митрофанович                       | 05.07.1924 — 05.11.2003 | войсковой разведчик, командир взвода бронетранспортёров разведывательной роты 2-й гвардейской механизированной бригады 1-го гвардейского ордена Ленина механизированного корпуса 4-й гвардейской армии 3-го Украинского фронта, гвардии старший сержант                             | 29.06.1945             |
| 48 | Кучинский, Михаил Иванович                         | 23.12.1911 — 01.01.1995 | заместитель командира эскадрильи 218-й штурмового авиационного полка (299-я штурмовая авиационная дивизия, 16-я воздушная армия, 1-й Белорусский фронт), капитан | 23.02.1945             |
| 49 | Леонов, Николай Иванович                           | 20.04.1919 — 03.05.1997 | командир эскадрильи 183-го истребительного авиационного полка (294-я истребительная авиационная дивизия, 4-й истребительный авиационный корпус, 5-я воздушная армия, 2-й Украинский фронт), старший лейтенант                                                                       | 13.04.1944             |
| 50 | Лубяной, Иван Андреевич                            | 25.10.1909 — 25.11.1985 | механик-водитель танка 4-го танкового полка (35-я механизированная бригада, 1-й механизированный корпус, 2-я гвардейская танковая армия, 1-й Белорусский фронт), старший сержант | 24.03.1945             |
| 51 | Макаров, Зосим Исаакович                           | 31.10.1919 — 11.10.1994 | командир эскадрильи 91-го гвардейского штурмового авиационного полка (4-я гвардейская штурмовая авиационная дивизия, 5-й штурмовой авиационный корпус, 2-я воздушная армия, 1-й Украинский фронт), гвардии капитан                                                                  | 04.02.1944             |
| 52 | Макаров, Константин Васильевич                     | 23.05.1923 — 27.02.1995 | командир звена 74-го гвардейского штурмового авиационного полка 1-й гвардейской штурмовой авиационной дивизии 1-й воздушной армии 3-го Белорусского фронта, гвардии старший лейтенант                                                                                               | 23.02.1945             |
| 53 | Медноногов, Вячеслав Александрович                 | 07.01.1924 — 05.02.1997 | лётчик 783-го штурмового авиационного полка 199-й штурмовой авиационной дивизии 4-го штурмового авиационного корпуса 4-й воздушной армии 2-го Белорусского фронта, младший лейтенант                                                                                                | 18.08.1945             |
| 54 | Мизерный, Нестер Данилович                         | 27.10.1902 — 18.07.1969 | командир 111-го гвардейского гаубичного артиллерийского полка 40-й армии Воронежского фронта, гвардии подполковник | 09.10.1943             |
| 55 | Мишулин, Василий Александрович                     | 26.04.1900 — 26.04.1967 | командир 57-й танковой дивизии 20-й армии Западного фронта, генерал-лейтенант танковых войск | 24.07.1941             |
| 56 | Молодиков, Михаил Григорьевич                      | 21.11.1902 — 09.11.1981 | командир взвода 1022-го стрелкового полка (269-я стрелковая дивизия, 3-я армия, 1-й Белорусский фронт), лейтенант | 23.07.1944             |
| 57 | Морозов, Лаврентий Ильич                           | 10.08.1905 — 12.1997    | командир роты 456-го стрелкового полка (167-я стрелковая дивизия, 38-я армия, Воронежский фронт), лейтенант | 10.01.1944             |
| 58 | Москаленко, Георгий Васильевич                     | 17.02.1918 — 18.11.1991 | командир звена 6-го гвардейского истребительного авиационного полка 62-й авиационной бригады военно-воздушных сил Черноморского флота, гвардии старший лейтенант | 14.06.1942             |
| 59 | Москинский, Александр Иванович                     | 30.08.1914 — 23.01.1966 | помощник командира взвода 454-го стрелкового полка 100-й стрелковой дивизии 27-й армии Воронежского фронта, сержант | 10.01.1944             |
| 60 | Мячин, Василий Дмитриевич                          | 17.12.1918 — 14.03.1980 | командир батальона 114-го гвардейского стрелкового полка (37-я гвардейская стрелковая дивизия, 65-я армия, 2-й Белорусский фронт), гвардии майор | 29.06.1945             |
| 61 | Найдёнов, Григорий Артёмович                       | 27.12.1915 — 29.09.2010 | командир взвода 120-миллиметровых миномётов миномётного дивизиона 9-го отдельного минометного полка 40-й армии Воронежского фронта, старший лейтенант | 24.12.1943             |
| 62 | Нарбут, Борис Станиславович                        | 25.12.1915 — 08.08.1995 | командир роты 91-го инженерного батальона 47-й армии Воронежского фронта, старший лейтенант | 03.06.1944             |
| 63 | Науменко, Иван Афанасьевич                         | 04.10.1918 — 15.09.1986 | заместитель командира эскадрильи 58-го гвардейского штурмового авиационного полка 2-й гвардейской штурмовой авиационной дивизии 16-й воздушной армии Центрального фронта, гвардии старший лейтенант                                                                                 | 04.02.1944             |
| 64 | Никулина, Евдокия Андреевна                        | 08.11.1917 — 25.03.1993 | командир эскадрильи 46-го гвардейского ночного бомбардировочного авиационного полка 325-й ночной бомбардировочной авиационной дивизии 4-й воздушной армии 2-го Белорусского фронта, гвардии майор                                                                                   | 26.10.1944             |
| 65 | Олепир, Алексей Иванович                           | 17.03.1921 — 23.08.2004 | командир звена 657-го штурмового авиационного полка 196-й штурмовой авиационной дивизии 4-го штурмового авиационного корпуса 4-й воздушной армии 2-го Белорусского фронта, старший лейтенант                                                                                        | 18.08.1945             |
| 66 | Орищенко, Николай Николаевич                       | 07.01.1925 — 14.10.2014 | командир орудия 6-го гвардейского стрелкового полка (2-я гвардейская Таманская стрелковая дивизия, Отдельная Приморская армия), гвардии младший сержант | 16.05.1944             |
| 67 | Осин, Дмитрий Васильевич                           | 25.10.1912 — 22.09.1987 | командир 172-го гвардейского стрелкового полка (57-я гвардейская стрелковая дивизия, 8-я гвардейская армия, 1-й Белорусский фронт), гвардии капитан | 24.03.1945             |
| 68 | Павленко, Николай Никитович                        | 09.06.1920 — 22.11.1997 | командир эскадрильи 91-го штурмового авиационного полка (4-я гвардейская штурмовая авиационная дивизия, 5-й штурмовой авиационный корпус, 5-я воздушная армия, 2-й Украинский фронт, гвардии старший лейтенант                                                                      | 23.02.1945             |
| 69 | Песков, Дмитрий Михайлович                         | 13.10.1914 — 21.05.1975 | командир батареи 2-го гвардейского отдельного конного артиллерийского дивизиона 4-го гвардейского кавалерийского корпуса Южного фронта, гвардии старший лейтенант | 31.03.1943             |
| 70 | Плиев, Исса Александрович                          | 25.11.1903 — 07.01.1979 | генерал армии, командир гвардейской кавалерийской дивизии и корпуса, с 1944 — конно-механизированных групп | 16.04.1944, 08.09.1945 |
| 71 | Погорелов, Михаил Савельевич                       | 08.11.1921 — 13.03.1981 | командир эскадрильи 4-го истребительного авиационного полка 185-й истребительной авиационной цивизии 14-го истребительного авиационного корпуса 15-й воздушной армии 2-го Прибалтийского фронта, капитан                                                                            | 18.08.1945             |
| 72 | Попов, Андрей Кириллович                           | 30.09.1916 — 06.09.1976 | командир экипажа 14-го бомбардировочного авиационного полка (22-я авиационная дивизия ДБА, позже — 62-я авиационная дивизия ДД), старший лейтенант | 13.03.1944             |
| 73 | Прощаев, Григорий Моисеевич                        | 23.01.1923 — 06.11.1981 | командир эскадрильи 235-го штурмового авиационного полка 264-й штурмовой авиационной дивизии 5-го штурмового авиационного корпуса 2-й воздушной армии 1-го Украинского фронта, старший лейтенант                                                                                    | 26.10.1944             |
| 74 | Разволяев, Иван Павлович                           | 25.01.1915 — 04.02.1981 | командир 2-го эскадрона 60-го гвардейского кавалерийского полка 16-й гвардейской Черниговской кавалерийской дивизии, 7-го гвардейского кавалерийского корпуса 1-го Белорусского фронта, гвардии капитан                                                                             | 27.02.1945             |
| 75 | Ривкин, Борис Миронович                            | 19.12.1919 — 02.10.2004 | командир эскадрильи 54-го гвардейского истребительного авиационного полка 1-й гвардейской истребительной авиационной дивизии 16-й воздушной армии Центрального фронта, гвардии капитан                                                                                              | 24.08.1943             |
| 76 | Рой, Алексей Хрисанфович                           | 12.03.1922 — 08.02.2016 | войсковой разведчик, помощник командира взвода разведывательной роты 6-й гвардейской механизированной бригады (2-й гвардейский механизированный корпус, 46-я армия, 2-й Украинский фронт), гвардии старшина                                                                         | 15.05.1946             |
| 77 | Савченко, Александр Петрович                       | 15.07.1919 — 08.04.1988 | командир эскадрильи 127-го истребительного авиационного полка (282-я истребительная авиационная дивизия, 6-й смешанный авиационный корпус, 16-я воздушная армия, Центральный фронт), капитан                                                                                        | 04.02.1944             |
| 78 | Самохвалов, Иосиф Иванович                         | 17.04.1918 — 08.08.1981 | командир эскадрильи 825-го штурмового авиационного полка (225-я штурмовая авиационная дивизия, 15-я воздушная армия, 2-й Прибалтийский фронт), капитан | 26.10.1944             |
| 79 | Самохин, Николай Ермолаевич                        | 01.10.1913 — 27.03.1978 | командир звена 11-го отдельного разведывательного авиационного полка 3-й воздушной армии Калининского фронта, капитан | 02.09.1943             |
| 80 | Сафонов, Георгий Александрович                     | 23.04.1902 — 10.11.1984 | командир 256-го стрелкового полка 30-й стрелковой дивизии 9-й армии Южного фронта, полковник | 27.03.1942             |
| 81 | Середа, Пётр Сельверстович                         | 03.12.1917 — 07.12.1984 | генерал-майор авиации, командир эскадрильи 88-го истребительного авиационного полка (216-я истребительная авиационная дивизия, 4-я воздушная армия, Закавказский фронт), капитан | 23.11.1942             |
| 82 | Сидорин, Василий Николаевич                        | 29.01.1921 — 08.09.1992 | командир звена 807-го штурмового авиаполка (206-я штурмовая авиационная дивизия, 7-й штурмовой авиационный корпус, 14-я воздушная армия, 3-й Прибалтийский фронт), лейтенант | 23.02.1945             |
| 83 | Субботин, Иван Петрович                            | 27.02.1915 — 26.08.1980 | командир 266-го гвардейского стрелкового полка (88-я гвардейская стрелковая дивизия, 8-я гвардейская армия, 1-й Белорусский фронт), гвардии подполковник | 24.03.1945             |
| 84 | Тимченко, Василий Михайлович                       | 11.08.1911 — 15.03.2000 | командир батальона 619-го стрелкового полка (203-я стрелковая дивизия, 53-я армия, 2-й Украинский фронт), капитан | 24.03.1945             |
| 85 | Тупикин, Григорий Васильевич                       | 10.10.1916 — 07.03.1965 | командир батареи 698-го легкого артиллерийского полка (78-я лёгкая артиллерийская бригада, 27-я артиллерийская дивизия, 2-й Прибалтийский фронт), капитан | 24.03.1945             |
| 86 | Фомин, Евгений Александрович                       | 28.03.1915 — 19.10.1997 | командир эскадрильи 166-го гвардейского штурмового авиационного полка (10-я гвардейская штурмовая авиационная дивизия, 2-я воздушная армия, 1-й Украинский фронт), гвардии капитан                                                                                                  | 26.10.1944             |
| 87 | Харитошкин, Василий Иванович                       | 23.02.1923 — 1992       | начальник радиостанции 676-го артиллерийского полка (232-я Сумская стрелковая дивизия, 38-я армия, Воронежский фронт), рядовой | 10.01.1944             |
| 88 | Холодный, Георгий Степанович                       | 01.05.1919 — 26.02.1985 | лётчик 157-го истребительного авиационного полка (234-я истребительная авиационная дивизия, 6-й истребительный авиационный корпус, 16-я Воздушная армия, 1-й Белорусский фронт), капитан                                                                                            | 15.05.1946             |
| 89 | Цветков, Василий Фёдорович                         | 23.08.1909 — 13.11.1981 | командир отделения 69-го отдельного инженерного батальона 37-й армии Степного фронта, старший сержант | 20.12.1943             |
| 90 | Часнык, Николай Леонтьевич                         | 26.10.1921 — 07.12.1993 | заместитель командира эскадрильи 148-го гвардейского истребительного авиационного полка особого назначения 148-й истребительной авиационной дивизии Войск противовоздушной обороны, гвардии старший лейтенант                                                                       | 22.08.1944             |
| 91 | Чубуков, Семён Исаакович                           | 04.01.1907 — 29.06.1983 | командир 262-го танкового батальона (70-я танковая бригада, 5-й танковый корпус, Западный фронт), майор | 10.03.1944             |
| 92 | Шапошников, Матвей Кузьмич                         | 29.11.1906 — 28.06.1994 | генерал-лейтенант танковых войск, начальник оперативного отдела 37-й танковой дивизии Юго-Западного фронта; в июле-октябре 1942 — начальник штаба 19-го танкового корпуса, в Курской битве — командир 178-й танковой бригады                                                        | 10.01.1944             |
| 93 | Шелаев, Антон Стефанович                           | 17.01.1924 — 16.07.1976 | командир отделения 84-й отдельной разведывательной роты 42-й Смоленской Краснознамённой стрелковой дивизии 49-й армии 2-го Белорусского фронта, старшина | 29.06.1945             |
| 94 | Шепелев, Георгий Михайлович                        | 01.11.1910 — 09.03.1983 | командир 219-го минометного полка (18-я минометная бригада, 15-я артиллерийская дивизия прорыва, Ленинградский фронт), подполковник | 21.07.1944             |
| 95 | Шипилов, Яков Петрович                             | 31.08.1925 — 31.08.2011 | командир роты 361-го отдельного пулемётно-артиллерийского батальона (159-й укрепленный район, 40-я армия, 2-й Украинский фронт), лейтенант | 24.03.1943             |

## Совершившие подвиг на Донской земле
| №  | Фамилия, Имя Отчество            | Годы жизни              | Должность, звание | Дата указа |
| -- | -------------------------------- | ----------------------- | --- | ---------- |
| 1  | Абдиров, Нуркен Абдирович        | 09.08.1919 — 19.12.1942 | пилот 808-го штурмового авиационного полка 267-й штурмовой авиационной дивизии 1-го смешанного авиакорпуса 17-й воздушной армии Юго-Западного фронта, сержант                                     | 31.03.1943 |
| 2  | Атаев, Аннаклыч                  | 1912 — 22.01.1943       | командир эскадрона 294-го кавалерийского полка (112-я добровольческая Башкирская кавалерийская дивизия, 8-й кавалерийский корпус, 5-я танковая армия, Юго-Западный фронт), лейтенант              | 31.03.1943 |
| 3  | Баранов, Василий Андреевич       | 04.02.1914 — 17.04.1945 | командир мотострелкового батальона 1-й гвардейской механизированной бригады 1-го гвардейского механизированного корпуса 4-й гвардейской армии 3-го Украинского фронта, гвардии капитан            | 29.06.1945 |
| 4  | Безменов, Василий Иванович       | 01.01.1914 — 04.01.1943 | заместитель командира батареи по политической части 915-го артиллерийского полка 346-й стрелковой дивизии 5-й танковой армии Юго-Западного фронта, старший лейтенант                              | 31.03.1943 |
| 5  | Белик, Пётр Алексеевич           | 06.10.1909 — 12.06.1980 | командир 8-го отдельного мотоциклетного полка 5-й танковой армии, подполковник | 14.02.1943 |
| 6  | Вавилов, Сергей Васильевич       | 20.08.1914 — 18.11.1941 | военный комиссар артиллерийской батареи 606-го стрелкового полка (317-я стрелковая дивизия, 56-я отдельная армия), младший политрук                                                               | 23.02.1942 |
| 7  | Васильев, Владимир Александрович | 1921 — 15.01.1943       | командир отделения 130-го гвардейского стрелкового полка 44-й гвардейской стрелковой дивизии 1-й гвардейской армии Юго-Западного фронта, гвардии сержант                                          | 31.03.1943 |
| 8  | Гардеман, Григорий Иванович      | 1907 — 08.03.1942       | политрук 7-й стрелковой роты 71-го стрелкового полка 30-й стрелковой дивизии (56-я армия, Южный фронт)                                                                                            | 31.03.1943 |
| 9  | Гончаров, Леонид Антонович       | 12.10.1903 — 31.10.1941 | командир 131-го истребительного авиационного полка (20-я смешанная авиационная дивизия, 9-я армия, Южный фронт), подполковник                                                                     | 06.06.1942 |
| 10 | Деликов, Эрдни Теледжиевич       | 22.11.1914 — 21.07.1942 | командир расчёта ПТР 273-го кавалерийского полка (110-я отдельная калмыцкая кавалерийская дивизии, 51-я армия, Северо-Кавказский фронт), сержант                                                  | 31.03.1943 |
| 11 | Докукин, Иван Архипович          | 17.06.1920 — 08.06.1943 | заместитель командира эскадрильи 504-го штурмового авиационного полка 226-й штурмовой авиационной дивизии 8-й воздушной армии Юго-Восточного фронта, лейтенант                                    | 08.02.1943 |
| 12 | Ерошин, Александр Матвеевич      | 23.08.1923 — 18.05.2003 | командир танка «Т-34» 37-го гвардейского танкового полка 15-й гвардейской механизированной бригады 4-го гвардейского механизированного корпуса 5-й ударной армии Южного фронта, гвардии лейтенант | 28.04.1943 |
| 13 | Есауленко, Владимир Венедиктович | 1912 — 28.1.1942        | командир роты 71-го стрелкового полка (30-я стрелковая дивизия, 56-я армия, Южный фронт), лейтенант                                                                                               | 27.03.1942 |
| 14 | Иванов, Алексей Александрович    | 03.03.1922 — 17.11.1941 | стрелок-бомбардир 52-го ближнебомбардировочного авиационного полка (76-я смешанная авиационная дивизия, ВВС 37-й армии, Юго-Западный фронт), старший сержант                                      | 27.12.1941 |
| 15 | Котов, Евгений Петрович          | 21.02.1923 — 15.01.1943 | стрелок 130-го гвардейского стрелкового полка 44-й гвардейской стрелковой дивизии 1-й гвардейской армии Юго-Западного фронта, гвардии рядовой                                                     | 31.03.1943 |
| 16 | Кубакаев, Тимирай Кубакаевич     | 01.07.1919 — 15.01.1943 | командир взвода автоматчиков 130-го гвардейского стрелкового полка 44-й гвардейской стрелковой дивизии 1-й гвардейской армии Юго-Западного фронта, гвардии младший сержант                        | 31.03.1943 |
| 17 | Курбаев, Афанасий Афанасьевич    | 31.03.1907 — 15.01.1943 | стрелок 130-го гвардейского стрелкового полка 44-й гвардейской стрелковой дивизии 1-й гвардейской армии Юго-Западного фронта, гвардии рядовой                                                     | 31.03.1943 |
| 18 | Ликунов, Иван Сергеевич          | 1911 — 16.01.1943       | командир роты 130-го гвардейского стрелкового полка 44-й гвардейской стрелковой дивизии 1-й гвардейской армии Юго-Западного фронта, гвардии лейтенант                                             | 31.03.1943 |
| 19 | Мадоян, Гукас Карапетович        | 15.01.1906 — 11.06.1975 | командир батальона 159-й стрелковой бригады 28-й армии Южного фронта, старший лейтенант | 31.03.1943 |
| 20 | Немировский, Николай Николаевич  | 1921 — 15.01.1943       | стрелок 130-го гвардейского стрелкового полка 44-й гвардейской стрелковой дивизии 1-й гвардейской армии Юго-Западного фронта, гвардии рядовой                                                     | 31.03.1943 |
| 21 | Нечаев, Михаил Ефимович          | 12.08.1916 — 26.12.1942 | командир батальона 130-й танковой бригады 24-го танкового корпуса 1-й гвардейской армии Юго-Западного фронта, капитан                                                                             | 14.02.1943 |
| 22 | Оганов, Сергей Мамбреевич        | 23.02.1921 — 18.11.1941 | командир артиллерийской батареи 606-го стрелкового полка 317-й стрелковой дивизии 56-й армии Южного фронта, лейтенант                                                                             | 22.02.1943 |
| 23 | Полухин, Иван Андреевич          | 01.07.1924 — 15.01.1943 | стрелок 130-го гвардейского стрелкового полка 44-й гвардейской стрелковой дивизии 1-й гвардейской армии Юго-Западного фронта, гвардии рядовой                                                     | 31.03.1943 |
| 24 | Поляков, Константин Илларионович | 20.02.1924 — 15.01.1943 | стрелок 130-го гвардейского стрелкового полка 44-й гвардейской стрелковой дивизии 1-й гвардейской армии Юго-Западного фронта, гвардии рядовой                                                     | 31.03.1943 |
| 25 | Пудовкин, Павел Григорьевич      | 15.04.1904 — 19.08.1943 | помощник командира взвода 905-го стрелкового полка (248-я стрелковая дивизия, 28-я армия, Южный фронт), старший сержант                                                                           | 19.04.1944 |
| 26 | Севрюков, Николай Михайлович     | 26.04.1909 — 15.01.1943 | командир отделения 130-го гвардейского стрелкового полка 44-й гвардейской стрелковой дивизии 1-й гвардейской армии Юго-Западного фронта, гвардии сержант                                          | 31.03.1943 |
| 27 | Седов, Иван Васильевич           | 26.12.1923 — 15.01.1943 | командир взвода 2-й стрелковой роты 130-го гвардейского стрелкового полка 44-й гвардейской стрелковой дивизии 1-й гвардейской армии Юго-Западного фронта, гвардии младший лейтенант               | 31.03.1943 |
| 28 | Селиверстов, Кузьма Егорович     | 14.11.1913 — 15.10.1941 | командир звена 55-го истребительного авиационного полка (20-я смешанная авиационная дивизия, 9-я армия, Южный фронт), лейтенант                                                                   | 27.03.1942 |
| 29 | Сержантов, Иван Яковлевич        | 17.02.1919 — 29.04.1943 | лётчик 9-го гвардейского истребительного авиационного полка (8-я воздушная армия, Южный фронт), гвардии лейтенант                                                                                 | 24.08.1943 |
| 30 | Сирин, Николай Иванович          | 09.05.1922 — 15.01.1943 | стрелок 130-го гвардейского стрелкового полка 44-й гвардейской стрелковой дивизии 1-й гвардейской армии Юго-Западного фронта, гвардии рядовой                                                     | 31.03.1943 |
| 31 | Соломатин, Алексей Фролович      | 12.02.1921 — 21.05.1943 | командир эскадрильи 296-го истребительного авиационного полка 268-й авиационной дивизии 8-й воздушной армии Южного фронта, старший лейтенант                                                      | 01.05.1943 |
| 32 | Старцев, Фёдор Григорьевич       | 1908 — 18.01.1943       | помощник наводчика противотанкового ружья 58-й мотострелковой бригады (2-й танковый корпус, 3-я гвардейская армия, Юго-Западный фронт), рядовой                                                   | 26.10.1943 |
| 33 | Тарасенко, Иван Иванович         | 27.09.1923 — 16.01.1943 | стрелок 130-го гвардейского стрелкового полка 44-й гвардейской стрелковой дивизии 1-й гвардейской армии Юго-Западного фронта, гвардии рядовой                                                     | 31.03.1943 |
| 34 | Утягулов, Зубай Тухватович       | 15.09.1913 — 15.01.1943 | стрелок 130-го гвардейского стрелкового полка 44-й гвардейской стрелковой дивизии 1-й гвардейской армии Юго-Западного фронта, гвардии рядовой                                                     | 31.03.1943 |

### Интересный факт
Сразу тринадцать советских бойцов одной роты 130-го гвардейского стрелкового полка 44-й гвардейской стрелковой дивизии 1-й гвардейской армии Юго-Западного фронта под командованием гвардии лейтенанта Ликунова Ивана Сергеевича за свой подвиг в бою у железнодорожной станции Красновка Тарасовского района Ростовской области — были посмертно награждены званием Героев Советского Союза ( выделены в таблице таким цветом ).
В Москве в Центральном музее Вооружённых Сил оборудован стенд «Тринадцать Героев Красновки».